# Bibliographie sur l'Union européenne
La bibliographie sur l'Union européenne se compose de nombreux ouvrages, articles, notes de doctrine et autres documents traitant de sujets variés relatifs aux politiques menées, à l'histoire, la culture ou l'économie de l'Union européenne et de ses prédécesseurs. Certaines institutions, telle que la Cour de justice de l'Union européenne ou le Parlement européen, établissent une liste de publications relatives à l'intégration européenne, à l'interprétation des traités ou d'un de leurs articles ainsi qu'à la portée d'un arrêt. Il en est de même pour certains sites de presse ou d'information spécialisée qui traitent de sujets d'actualités et de fonds.
La bibliographie suivante, non exhaustive, propose un classement par types d'éléments bibliographiques accessibles sur différents supports papiers ou numériques ; lesquels sont divisés en thèmes et sous-thèmes plus précis. Enfin, les ouvrages sont classés par langues et dans l'ordre chronologique inverse par convenance.

## Ouvrages

### Ouvrages généraux
En allemand
- (de) Markus Steinbrecher, Evelyn Bytzek, Ulrich Rosar et Sigrid Roßteutscher, Europa, europäische Integration und Eurokrise : Öffentliche Meinung, politische Einstellungen und politisches Verhalten im Mehrebenensystem der Europäischen Union, Wiesbaden, Springer-Verlag, 2015, 238 p. (ISBN 978-3-658-05382-6, présentation en ligne)
- (de) Sylke Behrends, Europäische Union, Vahlen Franz, 2015, 250 p. (ISBN 978-3-8006-4259-5)
- (de) Jan Bergmann, Handlexikon der Europäischen Union, Nomos Verlagsges, 2015, 1170 p. (ISBN 978-3-8487-1318-9)
- (de) Ruth Reichstein, Die 101 wichtigsten Fragen : Die Europäische Union, vol. 7034, C.H.Beck, coll. « Beck'sche Reihe », 2012, 160 p. (ISBN 978-3-406-63054-5, présentation en ligne)
- (de) Dietmar Herz et Christian Jetzlsperger, Die Europäische Union, Verlag CHBeck, 2008, 144 p. (ISBN 978-3-406-57622-5)
- (de) Michael Gehler, Europa : Ideen, Institutionen, Vereinigung, Olzog, 2005, 477 p. (ISBN 978-3-7892-8129-7)

En anglais
- (en) Erik Jones, Anand Menon et Stephen Weatherill, The Oxford Handbook of the European Union, Oxford University Press, coll. « Oxford Handbooks in Politics & International Relations », 2014, 928 p. (ISBN 978-0-19-871479-8)
- (en) Elke Cloots, Geert De Baere et Stefan Sottiaux, Federalism in the European Union, Bloomsbury Publishing, coll. « Modern Studies in European Law », 2012, 438 p. (ISBN 978-1-84731-997-5)
- (en) Andreas Staab, The European Union Explained : Institutions, Actors, Global Impact, Indiana University Press, 2008, 192 p. (ISBN 978-0-253-22018-9)
- (en) Jeremy John Richardson, European Union : Power and Policy-making, Psychology Press, 2006, 406 p. (ISBN 978-0-415-35814-9)
- (en) Simon Hix, The political system of the European Union, MacMillan, coll. « European Union », 2005, 512 p. (ISBN 978-0-333-96182-7)

En espagnol
- (es) Calvo Hornero Antonia, Fundamentos de la Unión Europea, Editorial Universitaria Ramon Areces, 2014, 412 p. (ISBN 978-84-9961-183-9)
- (es) Ramón Tamames Gómez et Mónica López Fernández, La Unión Europea, Alianzalieu-Basingstoke, 2002, 512 p. (ISBN 978-84-206-8619-6)
- (es) Rosario Besné Mañero, José Ramón Canedo Arrillaga et Beatriz Pérez de las Heras, La Unión Europea : Historia, instituciones y sistema jurídico, vol. 68, Universidad de Deusto, 2002, 270 p. (ISBN 978-84-7485-570-8)
- (es) José A. Girón Larrucea, La Unión Europea, la Comunidad Europea y el derecho comunitario, Universidad de Sevilla, 2002, 660 p. (ISBN 978-84-472-0721-3)
- (es) José Antonio Nieto Solís, Fundamentos y políticas de la Unión Europea, Siglo XXI, 1995, 257 p. (ISBN 978-84-323-0865-9)

En français
- Jean-Claude Zarka, Union européenne 2016-2017 : Les points clés sur la construction et le fonctionnement actuel de l'Union européenne (Institutions et Politiques), Issy-les-Moulineaux, Gualino éditeur, 2016, 46 p. (ISBN 978-2-297-05530-7)
- Thierry Chopin et Michel Foucher, État de l'Union 2016, rapport Schuman sur l'Europe, Lignes de Repères, 2016, 308 p. (ISBN 978-2-36609-038-3)
- Jean-Claude Zarka, Union européenne 2015-2016 : Les points clés sur la construction et le fonctionnement actuel de l'Union européenne, Issy-les-Moulineaux, Gualino, 2015, 46 p. (ISBN 978-2-297-04850-7)
- Thierry Chopin et Michel Foucher, Rapport Schuman sur l'Europe, l'État de l'Union en 2015, Lignes de Repères, 2015, 272 p. (ISBN 978-2-36609-024-6)
- Jean De Ruyt et Herman Van Rompuy, Le leadership dans l'Union européenne, Presses universitaires de Louvain, coll. « Sciences politiques et sociales », 2015, 248 p. (ISBN 978-2-8755-8351-2)
- Jean-Claude Zarka, L'Union européenne 2014-2015 : Les points clés sur la construction et le fonctionnement actuel de l'Union européenne (Institutions et Politiques), 2014, 50 p. (ISBN 978-2-2970-4637-4)
- Claude Perrotin, L'Union européenne : Faits et chiffres, Archipoche, 2014, 160 p. (ISBN 978-2-35287-658-8)
- Olivier Costa et Nathalie Brack, Le fonctionnement de l'Union européenne, Bruxelles/Paris, Université de Bruxelles, coll. « UB lire références », 2014, 2e éd., 377 p. (ISBN 978-2-8004-1547-5)
- Dominique Reynié, L'opinion européenne en 2013, Lignes de repères, 2013, 167 p. (ISBN 978-2-915752-99-1)
- Luuk Van Middelaar, Le passage à l'Europe : Histoire d'un commencement, Gallimard, coll. « Bibliothèque des Idées », 2012, 480 p. (ISBN 978-2-0701-3033-7)
- Fondation Robert Schuman, Rapport Schuman sur l'Europe, l'État de l'Union en 2012, Paris, Lignes de repères, 2012, 246 p. (ISBN 978-2-9157-5280-9)
- Pascal Fontaine et Aymeric Bourdin, L'Union européenne : Histoire, institutions, politiques, Paris, Points, coll. « Points Essais », 2012, 360 p. (ISBN 978-2-7578-2891-5)
- Élisabeth Combres et Florence Thinard, L'Union européenne, Paris, Gallimard, 2007, 64 p. (ISBN 978-2-0706-1094-5)
- Bénédicte François, 101 Fiches pour comprendre L'Europe, Paris, Belin, 2007, 219 p. (ISBN 978-2-7011-4461-0)
- George Chabert, L'idée européenne entre guerres et culture : De la confrontation à l'union, Bruxelles, Peter Lang, 2007, 310 p. (ISBN 978-90-5201-076-2)
- Pierre Beckouche, Atlas d'une nouvelle Europe, Autrement, 2005, 63 p. (ISBN 978-2-7467-0780-1)
- Jean-Marc Février et Fabien Terpan, Les mots de l'union européenne : Droit, institutions, politique, Presses universitaires du Mirail, 2004, 123 p. (ISBN 978-2-85816-687-9)
- Louis Dubouis (dir.), L'Union européenne, La Documentation française, 2004, 224 p. (ISBN 978-2-11-005379-4)
- Alain Gauthier, La Construction européenne, Bréal, 2003, 352 p. (ISBN 978-2-7495-0128-4)
- Jean-François Malterre, L'Union européenne en fiches, Bréal, 2003, 222 p. (ISBN 978-2-7495-0133-8)
- Gilles Ferréol, Dictionnaire de L'Union européenne, Armand Colin, 2000, 191 p. (ISBN 978-2-200-26112-2)
- Gilles Sintes, 99 réponses sur L'Union européenne, CRDP Montpellier, 2000, 99 p. (ISBN 978-2-86626-041-5)
- Jean-Louis Belliard, Dixeco de L'Europe, Dunod, 1992, 229 p. (ISBN 978-2-10-001653-2)

En grec
- (el) Giōrgos Voskopoulos, Eurōpaïkē henōsē : Thesmoi, politikes, proklēseis, provlēmatismoi, Epikentro, 2009, 349 p. (ISBN 978-960-45-8194-8)
- (el) European Commission, Η Ευρωπαϊκή Ένωση, European Commission,‎ 1994, 50 p. (ISBN 978-92-826-6881-8)

En italien
- (it) Fulvio Attinà et Giorgio Natalicchi, L'Unione europea : Governo, istituzioni, politiche, Il Mulino, coll. « Manuali. Scienza politica », 2010, 2e éd., 316 p. (ISBN 978-88-15-13838-5)
- (it) Riccardo Perissich, L'Unione europea : Una storia non ufficiale, vol. 491, Longanesi, coll. « Il cammeo », 2008, 327 p. (ISBN 978-88-304-2530-9)
- (it) Guido Tassinari, L'Unione Europea, vol. 169, Alpha Test, coll. « Gli spilli », 2008, 179 p. (ISBN 978-88-483-0996-7)
- (it) Lorenzo Spadacini et Matteo Frau, Governare l'Unione europea : Dinamiche e prospettive istituzionali, Rubbettino Editore, 2006, 144 p. (ISBN 978-88-498-1444-6)
- (it) Daniela Preda, L'Unione Europea agli albori del XXI secolo, Cacucci, 2006, 383 p. (ISBN 978-88-8422-546-7)

En néerlandais
- (nl) John Pinder et Simon Usherwood, Europese Unie, Amsterdam University Press, coll. « Elementaire Deeltjes », 2014, 204 p. (ISBN 978-90-485-2250-7)
- (nl) Ronald Hendrik Ooik et Ramses Alexander Wessel, De Europese Unie na het Verdrag van Lissabon, vol. 6, Kluwer, coll. « Europa in beeld », 2009, 210 p. (ISBN 978-90-13-06966-2)
- (nl) Anneleen Van Bossuyt, An Vermeersch et Dirk Sterckx, Zo werkt Europa, UGA/Die Keure, 2007, 472 p. (ISBN 978-90-6768-868-0)
- (nl) Hans Van Meerten, Een Europese Unie : Efficiënt, transparant en democratisch, Sanders Instituut, 2004, 221 p. (ISBN 978-90-13-02019-9)
- (nl) Frank Delmartino, Profiel van de Europese Unie : Een inleidend handboek, Garant, 2001, 200 p. (ISBN 978-90-441-1067-8)

En roumain
- (ro) Ludmila Barbă, Uniunea Europeană : Istorie, instituţii, politici, Academia de Stint, 2007, 183 p. (ISBN 978-9975-7-0364-2)

En tchèque
- (cs) Petr Fiala et Markéta Pitrová, Evropská unie, Centrum pro studium demokracie a kultury, 2003, 743 p. (ISBN 978-2-07-325015-5)

En polonais
- (pl) Janusz Ruszkowski et Luiza Wojnicz, Multi-governance w Unii Europejskiej, vol. 7, Tomasz Czapiewski, coll. « Jean Monnet Books », 2013, 371 p. (ISBN 978-83-923030-8-4)
- (pl) Leszek Jesień, Zmiana i kontynuacja : Polityka europejska wybranych państw Unii Europejskiej, PISM, 2008, 259 p. (ISBN 978-83-89607-53-9)
- (pl) Marta Witkowska, Zasady funkcjonowania Unii Europejskiej, Wydawnictwa Akademickie i Profesjonalne, coll. « Studia Europejskie - Wydawnictwa Akademickie i Profesjonalne : Podręcznik Akademicki », 2008, 308 p. (ISBN 978-83-60501-40-5)
- (pl) Ewelina Cała-Wacinkiewicz, Charakter prawny Unii Europejskiej w świetle prawa międzynarodowego, C.H. Beck, coll. « Monografie prawnicze », 2007, 273 p. (ISBN 978-83-7483-439-1)

#### Élargissements et intégration
En allemand
- (de) Werner Weidenfeld et Wolfgang Wessels, Europa von A-Z. Taschenbuch der europäischen Integration Broschiert, Nomos, 2016, 320 p. (ISBN 978-3-8487-2654-7)
- (de) Hans-Jürgen Wagener et Thomas Eger, Europäische Integration : Wirtschaft und Recht, Geschichte und Politik, Vahlen, 2014, 3e éd., 461 p. (ISBN 978-3-8006-4762-0)
- (de) Ulrich Brasche, Europäische Integration : Wirtschaft, Erweiterung und regionale Effekte, Oldenbourg Verlag, 2013, 571 p. (ISBN 978-3-486-71657-3)
- (de) Hanna Marwedel, Die Stabilisierungs- und Assoziierungsabkommen der EU mit den Staaten des Westlichen Balkans, LIT Verlag, 2012, 340 p. (ISBN 978-3-643-11458-7)
- (de) Gerhardt Brunn, Die Europäische Einigung von 1945 bis heute, Reclam, 2009, 339 p. (ISBN 978-3-15-018644-2)
- (de) Ljubica Đorđević, Serbien und die EU : Staatsreform und europäische Integration, Nomos, 2007, 249 p. (ISBN 978-3-8329-2987-9)
- (de) Roland Sturm et Heinrich Pehle, Die neue Europäische Union : Die Osterweiterung und ihre Folgen, Opladen, PearsonVerlag Barbara Budrich, 2006, 328 p. (ISBN 3-86649-004-6)
- (de) Matthias Chardon, EU-Osterweiterung : Chancen und Perspektiven, Wochenschau-Verlag, 2005, 255 p. (ISBN 978-3-89974-121-6)
- (de) Barbara Lippert, Bilanz und Folgeprobleme der EU-Erweiterung, Nomos-Verlag-Ges, 2004, 261 p. (ISBN 978-3-8329-0864-5)
- (de) Beate Kohler-Koch, Thomas Conzelmann et Michèle Knodt, Europäische Integration : Europäisches Regieren, Verlag für Sozialwissenschaften, 2004, 348 p. (ISBN 978-3-8100-3543-1)
- (de) Thomas M. J. Möllers, Die Rolle des Rechts im Rahmen der europäischen Integration : Zur Notwendigkeit einer europäischen Gesetzgebungs- und Methodenlehre, Mohr Siebeck, 1999, 119 p. (ISBN 978-3-16-147241-1)

En anglais
- (en) Tim Oliver, Europe's Brexit : EU Perspectives on Britain's Vote to Leave, Agenda, 2018, 256 p. (ISBN 978-1-78821-052-2)
- (en) Mark Harwood, Malta in the European Union, Routledge, 2016, 288 p. (ISBN 978-1-317-10210-6)
- (en) Hubert Zimmermann et Andreas Dür, Key Controversies in European Integration, Palgrave Macmillan, coll. « The European Union Series », 2016, 320 p. (ISBN 978-1-137-52952-7)
- (en) Paola Bilancia, The Dynamics of the EU Integration and the Impact on the National Constitutional Law : The European Union After the Lisbon Treaties, Giuffrè Editore, 2012, 183 p. (ISBN 978-88-14-17355-4)
- (en) Victoria Curzon Price, Alice Landau et Richard Whitman, Enlargement of the European Union : Issues and Strategies, Routledge, coll. « Routledge Studies in the European Economy », 2012, 208 p. (ISBN 978-1-136-85976-2)
- (en) Chris J. Bickerton, European Integration : From Nation-States to Member States, Oxford University Press, 2012, 217 p. (ISBN 978-0-19-960625-2)
- (en) Desmond Dinan, Ever Closer Union : An Introduction to European Integration, Lynne Rienner Pub, 2010, 619 p. (ISBN 978-1-58826-607-1)
- (en) Sverker Gustavsson, Lars Oxelheim et Lars Pehrson, How Unified Is the European Union ? : European Integration Between Visions and Popular Legitimacy, Dordrecht/New York, Springer Science & Business Media, coll. « Business and Economics », 2009, 189 p. (ISBN 978-3-540-95855-0)
- (en) Carsten Detken, Vítor Gaspar et Gilles Noblet, The new EU member states : convergence and stability : Third ECB Central Banking conference 21-22 October 2004, European Central Bank, 2005, 226 p. (ISBN 978-92-9181-699-6)
- (en) Ine Lejeune et Walter van Denberghe, The Enlargement of the European Union : Opportunities for Business and Trade, John Wiley & Sons, 2005, 234 p. (ISBN 978-0-470-02254-2)
- (en) Mojmir Mrak, Matija Rojec et Carlos Silva-Jauregui, Slovenia : From Yugoslavia to the European Union, World Bank, 2004, 446 p. (ISBN 978-0-8213-5718-7)
- (en) Jacques Rupnik et Jan Zielonka, The Road to the European Union : The Czech and Slovak Republics, vol. 1, Manchester University Press, coll. « Europe in Change », 2003, 293 p. (ISBN 978-0-7190-6597-2)
- (en) Jacques Rupnik et Jan Zielonka, The Road to the European Union : Estonia, Latvia and Lithuania, vol. 2, Manchester University Press, coll. « Europe in Change », 2003, 293 p. (ISBN 978-0-7190-6561-3)

En espagnol
- (es) Gil Pecharromàn Julio, Historia de la integración europea, Editorial UNED, 2013, 293 p. (ISBN 978-84-362-5722-9)
- (es) Eduardo Cuenca García et Antonia Calvo Hornero, La ampliación de la Unión Europea, Thomson, 2006, 409 p. (ISBN 978-84-9732-511-0)
- (es) Antonia Calvo Hornero, La ampliación de la Unión Europea, Editorial Paraninfo, 2006, 180 p. (ISBN 978-84-9732-511-0)
- (es) Antonia Calvo Hornero, La ampliación de la Unión Europea, Editorial Paraninfo, 2006, 180 p. (ISBN 978-84-9732-511-0)
- (es) Nicolás Mariscal, Teorías políticas de la integración europea, Tecnos, coll. « Ciencias Sociales », 2003, 366 p. (ISBN 978-84-309-3984-8)
- (es) Francisco Aldecoa Luzarraga, La integración europea : Análisis histórico-institucional con textos y documentos, vol. 2, Tecnos, coll. « Derecho - Biblioteca Universitaria De Editorial Tecnos », 2002, 870 p. (ISBN 978-84-309-3780-6)
- (es) Jesús De Andrés et Pedro Chaves, La ampliación de la Unión Europea, El Viejo Topo, 2002, 364 p. (ISBN 978-84-95776-35-8)
- (es) José Antonio Nieto Solís, La Unión Europea : Una nueva etapa en la integración económica de Europa, Pirámide, coll. « Eempresa y gestión », 2001, 263 p. (ISBN 978-84-368-1573-3)
- (es) Antonio Truyol y Serra, La integración europea : Análisis histórico-institucional con textos y documentos, vol. 1, Tecnos, coll. « Derecho - Biblioteca Universitaria De Editorial Tecnos », 1999, 409 p. (ISBN 978-84-309-3339-6)
- (es) Francisco Aldecoa Luzarraga, La ampliación de la Unión Europea : Análisis histórico-institucional con textos y documentos, Tecnos, 1999, 180 p. (ISBN 978-84-309-3339-6)
- (es) Alfredo Cadenas Marín et Catalina Cantero Talavera, Implicaciones agroalimentarias de la adhesión de los países de Europa central y oriental a la Unión Europea : Aspectos agrarios y rurales, vol. 136, Ministerio de Agricultura, Pesca y Alimentación, coll. « Estudios », 1997, 206 p. (ISBN 978-84-491-0329-2)

En français
- Charles Bahurel, Elsa Bernard et Marion Ho-Dac, Le Brexit : Enjeux régionaux, nationaux et internationaux, Bruylant, coll. « Droit de l'Union européenne - Colloques », 2017, 388 p. (ISBN 978-2-8027-5982-9)
- Martin Schulz, Brexit ! : Le non britannique décrypté, Renaissance du livre, 2017, 174 p. (ISBN 978-2-507-05469-4)
- Stéphane De La Rosa, Francesco Martucci et Edouard Dubout, L'Union européenne et le fédéralisme économique : Discours et réalités, Bruxelles, Bruylant, coll. « Droit, Société et Risque », 2015, 461 p. (ISBN 978-2-8027-4896-0)
- Lendita Memeti-Kamberi, L'État candidat à l'Union européenne, L'Harmattan, coll. « Droit, Société et Risque », 2013, 640 p. (ISBN 978-2-296-51284-9)
- Ant Kiymet, L'adhésion de la Turquie à l'Union européenne : Une conditionnalité hors du commun, L'Harmattan, coll. « La Librairie des Humanités », 2010, 434 p. (ISBN 978-2-296-25653-8)
- Sabine Saurugger, Théories et concepts de l'intégration européenne, Paris, Presses de Sciences Po, coll. « Références », 2010, 483 p. (ISBN 978-2-7246-1141-0)
- Matthieu Trouvé, L'adhésion de l'Espagne et du Portugal à la CEE : Bilan et perspectives, vol. 43, Bruxelles, Institut d'Études Ibériques et Ibéro-Américaines, coll. « Maison des pays ibériques », 2008, 522 p. (ISBN 978-90-5201-459-3)
- Marie-Thérèse Bitsch, La construction européenne : Enjeux politiques et choix institutionnels, vol. 39, Bruxelles, Peter Lang, coll. « Euroclio », 2007, 320 p. (ISBN 978-90-5201-355-8)
- Michel Drouet, Vers l'élargissement de l'Union européenne à l'Europe du Sud-Est, Rennes, Presses universitaires de Rennes, coll. « Des sociétés », 2007, 251 p. (ISBN 978-2-7535-0357-1)
- Nicolas Moussis, Accès à l'Union européenne : droit, économie, politiques, Athènes/Bruxelles/Paris, Papazissis, 2006, 12e éd., 588 p. (ISBN 978-960-02-2017-9)
- Jacques Le Cacheux, L'intégration européenne, Presses de Sciences Po, 2004, 292 p. (ISBN 978-2-7246-0934-9)
- François Guichard, Jean Lamore et Bernard Lavallé, L'Espagne et l'Europe : De la dictature de Franco à l'Union européenne, vol. 43, Institut d'Etudes Ibériques et Ibéro-Américaines, coll. « Euroclio », 1993, 265 p. (ISBN 978-2-909596-03-7)
- Incidences de l'élargissement de la Communauté économique européenne sur le commerce des produits : Documents de travail choisis, vol. 26, Food & Agriculture Org., coll. « FAO economic and social development paper », 1983, 417 p. (ISBN 978-92-5-201308-2)

En italien
- (it) Ennio Triggiani et Ugo Villani, Studi sull' integrazione europea, vol. 3, Cacucci Editore, 2013, 184 p. (ISBN 978-88-6611-342-3)
- (it) Franco Botta, Italo Garzia et Pasquale Guaragnella, La questione adriatica e l'allargamento dell'Unione europea, FrancoAngeli, 2007, 192 p. (ISBN 978-88-464-8417-8)
- (it) Giovanni Caudo et Giorgio Piccinato, Territori d'Europa : L'ampliamento dell'UE : Prospettive e limiti per le politiche della città, del territorio e dello sviluppo locale, vol. 14, Alinea Editrice, coll. « Pianificazione territoriale, urbanistica ed ambientale », 2004, 265 p. (ISBN 978-88-8125-682-2)
- (it) Enrico Letta, L' allargamento dell'Unione Europea, Il Mulino, 2003, 117 p. (ISBN 978-88-15-09320-2)

En lituanien
- (lt) Klaudijus Maniokas, Ramūnas Vilpišauskas et Darius Žeruolis, Lietuvos kelias į Europos Sąjungą : Europos susivienijimas ir Lietuvos derybos dėl narystės Europos Sąjungoje, Eugrimas, 2004, 519 p. (ISBN 978-9955-50-164-0)

En polonais
- (pl) Konstanty Adam Wojtaszczyk, Integracja europejska : Wstęp, Wydawnictwa Akademickie i Profesjonalne, coll. « Studia Europejskie - Wydawnictwa Akademickie i Profesjonalne », 2006, 345 p. (ISBN 978-83-60501-05-4)
- (pl) Kowalski prénom1=Jerzy et Zenon Ślusarczyk, Unia Europejska : Proces integracji europejskiej i zarys problematyki instytucjonalno-prawnej, PWP Iuris, 2006, 258 p. (ISBN 978-83-89363-59-6)
- Krzysztof Popowicz, Historia integracji europejskiej, Oficyna Wydawnicza Szkoły Głównej Handlowej, 2006, 461 p. (ISBN 978-83-7378-248-8)

En portugais
- (pt) Isabel Camisão et Luís Lobo-Fernandes, Construir a Europa : O processo de integração entre a teoria e a história, Principia, 2005, 285 p. (ISBN 978-972-8-81852-4)

En roumain
- (ro) Mihai Berinde et Adriana Giurgiu, Aderarea României la Uniunea Europeană, Universității din Oradea, 2007, 157 p. (ISBN 978-973-6-13887-4)
- (ro) Vasile Pușcaș, România spre Uniunea Europeană : Negocierile de aderare, Institutul European, 2007, 675 p. (ISBN 978-973-6-11493-9)
- (ro) Iordan Gheorghe Bǎrbulescu, Uniunea Europeanǎ : Politicile extinderii, Tritonic, coll. « Uniunea Europeanǎ », 2006, 495 p. (ISBN 978-973-7-33107-6)
- (ro) Ion Avram, Uniunea Europeană şi aderarea României, Editura Sylvi, 2001, 214 p. (ISBN 978-973-8-25842-6)

#### Perspectives et analyses
En allemand
- (de) Ulrike Jureit et Nikola Tietze, Postsouveräne Territorialität : Die Europäische Union und ihr Raum, Hamburger Edition HIS, 2015, 350 p. (ISBN 978-3-86854-642-2)
- (de) Bert Richle, Die Europäische Union als internationaler Akteur : Eine taxonomische Analyse europäischer Verhaltensoptionen, LIT Verlag Münster, coll. « Internationale Politik », 2013, 409 p. (ISBN 978-3-643-12090-8)
- (de) Felix Neubüser, Superstaat Europa : Die Europäische Union aus staatstheoretischer Perspektive, GRIN Verlag, 2007, 72 p. (ISBN 978-3-638-70192-1)

En anglais
- (en) Manuela Caiani et Simona Guerra, Euroscepticism, Democracy and the Media : Communicating Europe, Contesting Europe, Springer, coll. « Palgrave Studies in European Political Sociology », 2017, 284 p. (ISBN 978-1-137-59643-7)
- (en) Ivan T. Berend, The Contemporary Crisis of the European Union : Prospects for the future, Routledge, coll. « Routledge Studies in the European Economy », 2016, 170 p. (ISBN 978-1-351-99823-9, présentation en ligne)
- (en) Birol Yesilada et David Wood, The Emerging European Union, Routledge, 2015, 5e éd., 256 p. (ISBN 978-1-317-34339-4, présentation en ligne)
- (en) Kemal Dervis et Jacques Mistral, Europe's Crisis, Europe's Future, Brookings Institution Press, 2014, 212 p. (ISBN 978-0-8157-2555-8)
- (en) Cécile Leconte, Understanding Euroscepticism, Palgrave Macmillan, coll. « The European Union Series », 2010, 272 p. (ISBN 978-1-137-05633-7, présentation en ligne)
- (en) Michael Dougan et Samantha Currie, 50 Years of the European Treaties : Looking Back and Thinking Forward, Bloomsbury Publishing, coll. « Essays in European Law », 2009, 438 p. (ISBN 978-1-84731-722-3, présentation en ligne)
- (en) Rockwell A. Schnabel, The Next Superpower ? : The Rise of Europe and Its Challenge to the United States, Rowman & Littlefield Publishers, 2007, 199 p. (ISBN 978-0-7425-4548-9)
- (en) Ronald Tiersky et Erik Jones, Europe Today : A Twenty-first Century Introduction, Rowman & Littlefield, 2007, 486 p. (ISBN 978-0-7425-5501-3, présentation en ligne)
- (en) Jeremy Rifkin, The European Dream : How Europe's Vision of the Future is Quietly Eclipsing the American Dream, Polity, 2004, 434 p. (ISBN 978-0-7456-3424-1, présentation en ligne)

En français
- Luuk Van Middelaar, Quand l'Europe improvise : Dix ans de crises politiques, Gallimard, coll. « Le Débat », 2012, 416 p. (ISBN 978-2-0727-3492-2)
- Abdelkhaleq Berramdane, Jean Rossetto et Kader Akbulut, Quel avenir pour l'intégration européenne ?, Presses universitaires François-Rabelais, 2013, 323 p. (ISBN 978-2-86906-339-6, présentation en ligne)
- Regards croisés sur l'intégration européenne, vol. 1, Louvain, Presses universitaires de Louvain, coll. « Mémoire(s) d'Europe », 2011, 198 p. (ISBN 978-2-87463-267-9, présentation en ligne)
- Christophe Degryse, L'Union européenne, un chantier permanent, De Boeck, 2007, 32 p. (ISBN 978-2-8041-4697-9)
- Anne Dulphy et Christine Manigand, Les opinions publiques face à l'Europe communautaire : Entre cultures nationales et horizon européen, vol. 30, Peter Lang, coll. « La Cité européenne », 2004, 228 p. (ISBN 978-90-5201-186-8, présentation en ligne)
- Olivier Debarge, Pierre-Yves Laurent et Olivier Rabaey, Quel avenir pour l'Union européenne? : La stratégie de Lisbonne définie par le Conseil européen en 2000 : actes du colloque organisé à Reims le 23 octobre 2003, Bruylant, 2004, 284 p. (ISBN 978-2-8027-1909-0)
- Centre des études européennes de Strasbourg et Laurent Macé, Quelles solidarités pour l'Europe : Rapport du cycle long d'études européennes 2001-2002 du centre des études européennes de Strasbourg, Documentation française, 2003, 317 p. (ISBN 978-2-11-005456-2)

En italien
- (it) Ugo Draetta, L'Unione europea in cerca di identità : problemi e prospettive dopo il fallimento della "Costituzione", Giuffrè Editore, 2008, 380 p. (ISBN 978-88-14-14373-1, présentation en ligne)
- (it) Davide Infante, Crescita e prospettive dell'Unione europea allargata, Il Mulino, 2006, 310 p. (ISBN 978-88-15-11098-5)
- (it) Danilo Castellano, Unione Europea : Prospettive e problemi, vol. 13, Edizioni Scientifiche Italiane, coll. « Pubblicazioni dell'Instituto A. Rosmini », 2002, 129 p. (ISBN 978-88-495-0217-6)

### Structure politique

#### Système décisionnel
En allemand
- (de) Wolfgang Wessels, Das politische System der Europäischen Union, Springer, 2018, 2e éd., 554 p. (ISBN 978-3-658-10012-4)
- (de) Werner Weidenfeld, Die Europäische Union : Politisches System und Politikbereiche, Stuttgart, Bundeszentrale für politische Bildung, 2011, 222 p. (ISBN 978-3-8252-3604-5)
- (de) Frank R. Pfetsch et Timm Beichelt, Die Europäische Union : Eine Einführung. Geschichte, Institutionen, Prozesse, Stuttgart, Auflage. Uni-Taschenbücher GmbH, 2005, 320 p. (ISBN 978-3-8252-1987-1)
- (de) Johannes Pollak et Peter Slominski, Das politische System der EU, UTB, 2012, 263 p. (ISBN 978-3-8252-3688-5)
- (de) Jürgen Hartmann, Das politische System der Europäischen Union : Eine Einführung, Francfort-sur-le-Main, 2001, 204 p. (ISBN 978-3-593-36737-8, présentation en ligne)

En anglais
- (en) Robert Grzeszczak et Ireneusz Pawel Karolewski, The Multi-level and Polycentric European Union : Legal and Political Studies, vol. 69, LIT Verlag Münster, coll. « Region - Nation - Europa », 2012, 174 p. (ISBN 978-3-643-90181-1, présentation en ligne)
- (en) Simon Hix et Bjørn Høyland, The Political System of the European Union, Palgrave Macmillan, coll. « The European Union Series », 2011, 448 p. (ISBN 978-0-230-34418-1)
- (en) Simon Hix, The Political System of the European Union, Palgrave Macmillan, 2005, 448 p. (ISBN 978-0-333-96182-7)

En espagnol
- (es) Manuel Alacantara, Sistemas Politicos de La Union Europea, Tirant Lo Blanch, coll. « Ciencia Politica », 2014, 559 p. (ISBN 978-84-8442-187-0)
- (es) Enrique Linde, El Sistema Politico De La Union Europea, Piramide Ediciones, 1999, 205 p. (ISBN 978-84-368-1406-4)

En finnois
- (fi) Pekka Aro et Reijo Kemppinen, Euroopan yhteisö – perusteos, Ulkoasiainministeriö, 1993, 48 p. (ISBN 978-951-4-77150-7)

En français
- Florent Saint Martin, Le système institutionnel de l'Union européenne : Triangle institutionnel et Conseil européen - Organes de contrôle, consultatifs, bancaires et financiers - Agences de l'UE - Procédures de prise de décisions, Issy-les-Moulineaux, Gualino éditeur, coll. « Clefs politique », 2016, 380 p. (ISBN 978-2-297-03891-1)
- Jean-Michel De Waele, Nathalie Brack et Jean-Benoît Pilet, Les démocraties européennes : Institutions, élections et partis politiques, Armand Colin, 2015, 3e éd., 464 p. (ISBN 978-2-200-61269-6, présentation en ligne)
- Jean De Ruyt, Le leadership dans l'Union européenne, Presses universitaires de Louvain, coll. « Sciences politiques et sociales », 2015, 248 p. (ISBN 978-2-87558-351-2, présentation en ligne)
- Jean-Michel De Waele et Paul Magnette, Les démocraties européennes : Approche comparée des systèmes politiques nationaux, Armand Colin, 2010, 464 p. (ISBN 978-2-200-27047-6)
- Jean-Marc Ferry, Yves Bertoncini, Francis Cheneval et Thierry Chopin, Démocratie, la voie européenne, vol. 7, Presses Paris Sorbonne, coll. « Raison publique », 2007, 272 p. (ISBN 978-2-84050-531-0, présentation en ligne)
- Emiliano Grossman et Nicolas Sauger, Introduction aux systèmes politiques nationaux de l'UE, Bruxelles, De Boeck, 2007, 256 p. (ISBN 978-2-8041-5340-3)
- Florent Saint Martin, Le système institutionnel de l'Union européenne : Triangle institutionnel et Conseil européen - Organes de contrôle, consultatifs, bancaires et financiers - Agences de l'UE - Procédures de prise de décisions, Gualino éditeur, coll. « Clefs politique », 2005, 380 p. (ISBN 978-2-297-04210-9)
- Jean-Louis Quermonne, Le système politique de l'union européenne : Des communautés économiques à l'Union politique, Montchrestien, coll. « Clefs politique », 2005, 158 p. (ISBN 978-2-7076-1414-8)
- Geneviève Bertrand, La prise de décision dans l'Union européenne, La Documentation française, 1998, 151 p. (ISBN 978-2-11-005072-4)
- Jean-Louis Quermonne, Le système politique de l'Union européenne : des Communautés économiques à l'Union politique, Montchrestien, 1994, 157 p. (ISBN 978-2-7076-0626-6)

En italien
- (it) Lorenzo Spadacin et Matteo Frau, Governare l'Unione europea : Dinamiche e prospettive istituzionali, Rubbettino Editore, 2006, 144 p. (ISBN 978-88-498-1444-6, présentation en ligne)
- (it) Danilo Bertoli, Democrazia, partiti, unione europea : Verso il sistema politicoeuropeo, vol. 27, F. Angeli, coll. « Collana dell'Istituto di sociologia internazionale, Gorizia », 1995, 153 p. (ISBN 978-88-204-9221-2)
- (it) Fulvio Attinà, Il sistema politico della Comunità europea, Giuffrè, 1992, 201 p. (ISBN 978-88-14-03979-9)

#### Institutions

Schéma illustratif des interactions et du fonctionnement des principales institutions européennes.

##### Ouvrages généraux sur les institutions
En anglais
- (en) Alex Warleigh, Understanding European Union Institutions, Psychology Press, 2002, 202 p. (ISBN 978-0-415-24214-1, présentation en ligne)
- (en) Catherine Hoskyns, Democratizing the European Union : Issues for the twenty-first Century : Perspectives on Democratization, Manchester University Press, 2000, 212 p. (ISBN 978-0-7190-5666-6, présentation en ligne)

En français
- Louis Le Hardÿ de Beaulieu, L'Union européenne : Introduction à l'étude de l'ordre juridique et des institutions de l'Union, vol. 31, Namur, Presses universitaires de Namur, coll. « Travaux de la Faculté de Droit de Namur », 2017, 4e éd., 319 p. (ISBN 978-2-87037-962-2, présentation en ligne)
- Jean-Claude Zarka, L'essentiel des institutions de l'Union européenne, Gualino, coll. « Réflexe Europe », 2015, 164 p. (ISBN 978-2-297-05136-1)
- Dominique Grandguillot, Les Institutions de l'Union européenne 2014-2015, Paris, Gualino, 2014, 6e éd., 47 p. (ISBN 978-2-297-04073-0)
- Yves Doutriaux et Christian Lequesne, Les institutions de l'Union européenne, Paris, La Documentation française, coll. « Les carrés : droit, science politique », 2007, 189 p. (ISBN 978-2-11-006406-6)
- Wilfried Loth, La gouvernance supranationale dans la construction européenne, Bruxelles, Bruylant, coll. « Organisation internationale et relations internationales », 2005, 378 p. (ISBN 978-2-8027-2024-9)

En espagnol
- (es) Pilar Mellado Prado, Instituciones de derecho comunitario, Editorial Constitución y Leyes, 2009, 428 p. (ISBN 978-84-8342-174-1)
- (es) Pascal Fontaine, Henri Malosse et Mercedes Villar Ponz, Las instituciones europeas, Ediciones Rialp, 1992, 208 p. (ISBN 978-84-321-2916-2)

En grec
- (el) Theodōros A. Geōrgakopoulos, Ē Eyrōpaikē Enōsē : Thesmoi kai politikes, A. Stamoulēs, 1995, 293 p. (ISBN 978-960-73-0693-7)
- (el) Nikos S. Mousēs, Από την Ευρωπαϊκή Κοινότητα στην Ευρωπαϊκή Ένωση : θεσμοί και πολιτικές, Papazēsē,‎ 1993, 604 p. (ISBN 978-960-02-0994-5)

En italien
- (it) Ugo Villani, Istituzioni di Diritto dell'Unione europea, vol. 1, Cacucci Editore, coll. « Collana di Studi sull'integrazione Europea », 2013, 474 p. (ISBN 978-88-6611-252-5)
- (it) Antonio Converti, Istituzioni di Diritto dell'Unione europea, Halley Editrice, 2005, 398 p. (ISBN 978-88-7589-130-5, présentation en ligne)

En polonais
- (pl) Anna Doliwa-Klepacka et Zbigniew Doliwa-Klepacki, Struktura organizacyjna (instytucjonalna) Unii Europejskiej, Wydawnictwo Temida 2, 2009, 565 p. (ISBN 978-83-89620-67-5, présentation en ligne)

En tchèque
- (cs) Šlosarčík Ivo et kolektiv Kasáková Zuzana a, Instituce Evropské unie a Lisabonská smlouva, Grada Publishing, 2013, 248 p. (ISBN 978-80-247-3567-2, présentation en ligne)

##### Commission européenne
En allemand
- (de) Tanja Kopp-Malek, Martin Koch et Alexandra Lindenthal, Die Europäische Kommission Als Lernende Organisation? : Die Umsetzung Des Umweltpolitischen Integrationsprinzips in Ausgewählten Generaldirektionen Der Europäischen Kommission, Springer DE, 2009, 172 p. (ISBN 978-3-531-91793-1, présentation en ligne)
- (de) Nadine Jungnickel, Die Europäische Kommission : Die Zusammensetzung und ihre Aufgaben, Grin Verlag, 2007, 56 p. (ISBN 978-3-638-67737-0, présentation en ligne)

En anglais
- (en) Gerhard Sabathil, Klemens Joos et Bernd Kessler, The European Commission : An essential guide to the institution, the procedures and the policies, Kogan Page Publishers, 2008, 288 p. (ISBN 978-0-7494-5266-7, présentation en ligne)
- (en) Dionyssis G. Dimitrakopoulos, The changing European Commission, Manchester University Press, 2004, 182 p. (ISBN 978-0-7190-6777-8, présentation en ligne)
- (en) Michelle Cini, The European Commission : Leadership, organisation, and culture in the EU administration, Manchester University Press, 1996, 244 p. (ISBN 978-0-7190-4149-5, présentation en ligne)

En français
- Philippe Rivaud et Andy Smith, La Commission européenne, les dynamiques d'une reconfiguration institutionnelle, L'Harmattan, 2008, 149 p. (ISBN 978-2-7475-1763-8)
- Michel Dumoulin, La Commission européenne : Histoire et mémoire d'une institution (1958-1972), Luxembourg, Broché, 1er août 2007, 642 p. (ISBN 978-92-79-05495-2)

##### Conseil de l'Union européenne
En allemand
- (de) Thomas Eble, Der Rat Der Europäischen Union, Grin Verlag, 2011, 28 p. (ISBN 978-3-656-04358-4)
- (de) Jakob Lempp, Die Evolution des Rats der Europäischen Union : Institutionenevolution zwischen Intergouvernementalismus und Supranationalismus, Nomos, 2009, 559 p. (ISBN 978-3-8329-4277-9)
- (de) Sven von Alemann, Der Rat der Europäischen Union : Seine Stellung im institutionellen Gefüge des europäischen Mehrebenensystems und sein Beitrag zur demokratischen Legitimation der Europäischen Union, Carl Heymannss, 2009, 165 p. (ISBN 978-3-452-26973-7)

En anglais
- (en) Martin Westlake et David Galloway, The Council of the European Union, John Harper, 2004, 456 p. (ISBN 978-0-9536278-8-2)
- (en) Ole Elgström (dir.), European Union Council Presidencies : A comparative perspective, Taylor & Francis, 2003, 210 p. (ISBN 978-0-415-30990-5)
- (en) General Secretariat of the Council of the European Union, Information handbook of the Council of the European Union, Office for Official Publications of the European Communities, 2002, 77 p. (ISBN 978-92-824-1787-4)

En français
- Stéphanie Novak, La prise de décision au Conseil de l'Union européenne : pratiques du vote et du consensus, vol. 18, Paris, Dalloz, coll. « Nouvelle bibliothèque de thèses », 2011, 245 p. (ISBN 978-2-247-10676-9)

##### Conseil européen
En anglais
- (en) Wolfgang Wessels, The European Council, Palgrave Macmillan, 2016, 288 p. (ISBN 978-0-333-58746-1)
- (en) Uwe Puetter, The European Council and the Council : New Intergovernmentalism and Institutional Change, Oxford, Oxford University Press, 2014, 265 p. (ISBN 978-0-19-871624-2, présentation en ligne)
- (en) Frederic Eggermont, The changing role of the European Council in the Institutional Framework of the European Union : Consequences for the European Integration Process, Metro, coll. « Intersentia », 2012, 405 p. (ISBN 978-1-78068-061-3)
- (en) Jan Werts, The European Council, John Harper Publishing, 2008, 271 p. (ISBN 978-0-9556202-1-8)
- (en) Jonas Tallberg, Bargaining Power in the European Council, Swedish Institute for European Policy Studies, 2007 (ISBN 978-91-85129-46-1)

En français Didier Blanc (dir.) Le Conseil européen, le politique des politiques de l'Union européenne, Bruxelles, Bruylant, 2023.
Florent Saint Martin, Le système institutionnel de l'Union européenne : Triangle institutionnel et Conseil européen, Issy-les-Moulineaux, Gualino éditeur, 2016, 378 p. (ISBN 978-2-297-03891-1)
- Béatrice Taulègne, Le Conseil européen, Presses universitaires de France, 1993, 504 p. (ISBN 978-2-13-044259-2)

Nicole Loeb, Chronologie d'une équivoque : les « Sommets » et l'Europe politique, Res Publica, 1975.
En italien
- (it) Claudia Regina Carchidi, Il Consiglio europeo : Evoluzione, competenze e prassi, vol. 20, Giuffrè Editore, coll. « Pubblicazioni del Dipartimento di Teoria dello Stato dell'Università degli Studi di Roma La Sapienza », 2007, 145 p. (ISBN 978-88-14-13556-9, présentation en ligne)

##### Parlement européen
En allemand
- (de) Stephan Dreischer, Das Europäische Parlament und seine Funktionen : Eine Erfolgsgeschichte aus der Perspektive von Abgeordneten, Nomos, 2006, 268 p. (ISBN 978-3-8329-1697-8)
- (de) Andreas Maurer et Wolfgang Wessels, Das Europäische Parlament nach Amsterdam und Nizza : Akteur, Arena oder Alibi, Nomos, 2003, 251 p. (ISBN 978-3-8329-0270-4)
- (de) Volker Neßler, Europäische Willensbildung : Die Fraktionen im Europaparlament zwischen nationalen Interessen, Parteipolitik und Europäischer Integration, Wochenschau-Verlag, 1997, 215 p. (ISBN 3-87920-493-4)
- (de) Franz C. Heidelberg, Das Europäische Parlament, Verlag August Lutzeyer, 1959, 83 p.

En anglais
- (en) Juliet Lodge, The 2009 Elections to the European Parliament, Basingstoke, Palgrave Macmillan, 2011, 327 p. (ISBN 978-0-230-23040-8)
- (en) Richard Corbett, Francis Jacobs et Michael Shackleton, The European Parliament, John Harper Publishing, 2006 (ISBN 978-0-9934549-5-0)
- (en) Juliet Lodge, The 2004 Elections to the European Parliament, Palgrave Macmillan, 2004 (ISBN 978-1-4039-3518-2)

En espagnol
- (es) Nicolás Navarro Batista, Parlamento Europeo y poder normativo en la Unión Europea, vol. 76, Universidad de Salamanca, coll. « Acta Salmanticensia: Estudios jurídicos », 1997, 111 p. (ISBN 978-84-7481-856-7, présentation en ligne)
- (es) Augusto J. Piqueras García, La participación del Parlamento Europeo en la actividad legislativa comunitaria, vol. 5, Universidad de Granada, coll. « Estudios jurídicos internacionales y europeos », 1993, 537 p. (ISBN 978-84-338-1826-3)

En français
- Josiane Auvret-Finck, Le Parlement européen après l'entrée en vigueur du traité de Lisbonne, Primento, 2013, 276 p. (ISBN 978-2-8044-5772-3)
- Fabrice Serodes et Michel Heintz (préf. Martin Schulz), Le Parlement européen, Paris, Nane Éditions, coll. « Les Collections du Citoyen », 2019, 55 p. (EAN 9782843682148, présentation en ligne)
- Salomé Benhamou, Un parlement sans légitimité? : Visions et pratiques du Parlement européen par les socialistes français de 1957 à 2008, Paris, L'Harmattan, 2010, 307 p. (ISBN 978-2-296-12609-1, présentation en ligne)
- Olivier Costa et Florent Saint Martin, Le Parlement européen, La Documentation française, 2009
- Yves Déloye (dir.), Dictionnaire des élections européennes, Economica, 2005, 705 p. (ISBN 978-2-7178-5055-0)
- Pascal Delwit, Jean-Michel De Waele et Paul Magnette, À quoi sert le Parlement européen ? Stratégies et pouvoirs d'une assemblée transnationale, Complexe, coll. « Études européennes », 1999, 230 p. (ISBN 978-2-87027-787-4)

En italien
- (it) G. Bonvicini, Il Parlamento Europeo per la nuova unione, vol. 9, Edizioni Nuova Cultura, coll. « IAI Quaderni », 2014, 140 p. (ISBN 978-88-6812-280-5)
- (it) Luciano Bardi et Piero Ignazi, Il Parlamento europeo, vol. 35, Il Mulino, coll. « Farsi un'idea », 2004, 140 p. (ISBN 978-88-15-09707-1)
- (it) Andrea Chiti-Batelli, Il Parlamento europeo : Struttura, procedure, codice parlamentare, CEDAM, 1982, 411 p. (ISBN 978-8813151232)
- (it) Gianni Bonvincini et Saverio Solari, I Partiti e le elezioni del Parlamento europeo : Interessi nazionali ed europei a confronto, vol. 49, Istituto Affari Internazionali, coll. « Collana dello Spettatore internazionale », 1979, 136 p.
- (it) Carla Romanelli Grimaldi, Il Parlamento europeo, vol. 31, CEDAM, coll. « Pubblicazioni dell' Istituto di diritto pubblico della Facoltà di giurisprudenza, Università degli studi di Roma », 1977, 412 p.

##### Cour de justice de l'Union européenne
En anglais
- (en) Morten Broberg et Niels Fenger, Preliminary References to the European Court of Justice, Oxford University Press, mars 2014, 491 p. (ISBN 978-0-19-870402-7, présentation en ligne)
- (en) Gráinne De Búrca et Joseph Weiler, The European Court of Justice, Oxford University Press, 2001, 233 p. (ISBN 978-0-19-924601-4)

En français
- Delphine Dero-Bugny, Les rapports entre la Cour de justice de l'Union européenne et la Cour européenne des droits de l'homme, Bruylant, coll. « Collection droit de l'Union européenne - Monographies », 2015, 232 p. (ISBN 978-2-8027-5214-1, présentation en ligne)
- Joël Boudant, La Cour de justice des Communautés européennes, Dalloz, 2005, 164 p. (ISBN 978-2-247-05552-4)

##### Banque centrale européenne
- (de) Andreas Wagener, Die Europäische Zentralbank, Springer-Verlag, 2013, 227 p. (ISBN 978-3-322-83365-5, présentation en ligne), p. 227
- (de) Jess Puthenpurackal, Die Europäische Zentralbank : Grundlagen, Struktur, Geldpolitik, GRIN Verlag, 2009, 3e éd., 32 p. (ISBN 978-3-640-28486-3, présentation en ligne), p. 32
- (de) Michael Heine et Hansjörg Herr, Die Europäische Zentralbank : Eine kritische Einführung in die Strategie und Politik der EZB und die Probleme in der EWU, Metropolis-Verlag, 2008, 3e éd., 260 p. (ISBN 978-3-89518-675-2), p. 260

En anglais
- (en) Hanspeter K. Scheller et European Central Bank, The European Central Bank : History, role and functions, European Central Bank, 2004, 227 p. (ISBN 978-92-9181-505-0), p. 227
- (en) René Smits, The European Central Bank in the European Constitutional Order, Eleven International Publishing, 2003, 58 p. (ISBN 978-90-77596-01-2, présentation en ligne), p. 58
- (en) Georg Christopher Schweiger, European Central Bank, Minerva Press, 2000, 402 p. (ISBN 978-0-7541-0885-6), p. 402
- (en) Rene Smits, The European Central Bank : Institutional Aspects, vol. 5, Kluwer Law International, coll. « International Banking, Finance, and Economic Law Series », 1997, 569 p. (ISBN 978-90-411-0686-5, ISSN 1385-2361, présentation en ligne)

En français
- Michel Dévoluy, La Banque centrale européenne, Presses universitaires de France, 2000, 127 p. (ISBN 978-2-13-050621-8)
- Étienne Farvaque, La Banque centrale européenne, La découverte, 2010, 128 p. (ISBN 978-2-7071-6479-7, présentation en ligne)
- Francesco Papadia et Carlo Santini, La Banque centrale européenne, Banque Éditeur, coll. « Essentiels de la banque », 1999, 126 p. (ISBN 978-2-86325-269-7)

##### Cour des comptes européenne
En anglais
- (en) Dimitrios Skiadas, The European Court of Auditors, Kogan Page, 2000, 103 p. (ISBN 978-0-7494-3338-3)

#### Relations avec les instances internationales
En anglais
- (en) Louise G. Van Schaik et S. Battams, The EU and Effective Multilateralism : Internal and external reform practices, Routledge, coll. « Routledge Studies in European Security and Strategy », 2014, 224 p. (ISBN 978-0-415-71311-5)
- (en) Daniel Novotny et Clara Portela, EU-ASEAN relations in the 21st century, Palgrave Mcmillan, coll. « Studies in the Political Economy of Public Policy », 2012, 197 p. (ISBN 978-1-137-00149-8)

En français
- Anne Hamonic, Les relations entre l'Union européenne et l'ONU dans le domaine de la gestion des crises, Bruylant, coll. « Droit de l'Union européenne », 2018, 894 p. (ISBN 978-2-8027-6209-6, présentation en ligne)
- Frédérique Berrod et Birte Wassenberg, Les relations entre le Conseil de l'Europe et l'Union européenne : Complémentarité ou Concurrence ?, L'Harmattan, coll. « Frontières, Acteurs, Représentations de l'Europe », 2016, 252 p. (ISBN 978-2-14-002500-6, présentation en ligne)
- Abdelkhaleq Berramdane et Michel Trochu, Le Partenariat UE-ASEAN, Bruxelles, Bruylant, coll. « Fondation pour l'étude du droit et des usages du commerce international », 2013, 261 p. (ISBN 978-2-8027-4106-0)
- Birte Wassenberg, Giovanni Faleg et Martin W. Mlodecki, L'OTAN et l'Europe : Quels liens pour la sécurité et la défense européenne ?, vol. 55, Bruxelles, Peter Lang, coll. « Euroclio Series », 2010, 156 p. (ISBN 978-90-5201-599-6, présentation en ligne)

### Politiques menées

#### Ouvrages généraux sur les politiques menées
En allemand
- (de) Ingeborg Tömmel et Deutsche Vereinigung für Politische Wissenschaft, Die Europäische Union : Governance und Policy-Making, vol. 40, Springer-Verlag, coll. « Politische Vierteljahresschrift Sonderhefte », 2008, 438 p. (ISBN 978-3-531-14979-0, présentation en ligne)
- (de) Nicole Schley, Sabine Busse et Sebastian J. Brökelmann, Knaurs Handbuch Europa : Daten - Länder - Perspektiven ; aktuell: die neuen EU-Länder, Munich, Verlagsgruppe Droemer Knaur GmbH & Co. KG, 2004, 428 p. (ISBN 978-3-426-77731-2)

En anglais
- (en) Helen S. Wallace, Mark A. Pollack et Alasdair R. Young, Policy-Making in the European Union, Oxford, Oxford University Press, 2015, 574 p. (ISBN 978-0-19-968967-5, présentation en ligne)
- (en) Ian Bache, Simon Bulmer, Stephen George et Owen Parker, Politics in the European Union, Oxford, Oxford University Press, 2014, 4e éd., 604 p. (ISBN 978-0-19-968966-8, présentation en ligne)
- (en) Michelle Cini, European Union Politics, Oxford, Oxford University Press, 2013, 4e éd., 450 p. (ISBN 978-0-19-969475-4, présentation en ligne)
- (en) John McCormick, European Union politics, Houndmills, Basingstoke/New York, Palgrave Macmillan, 2011, 468 p. (ISBN 978-0-230-57706-0)
- (en) Ian Bache, Stephen George et Simon Bulmer, Politics in the European Union, Oxford, Oxford University Press, 2011, 616 p. (ISBN 978-0-19-954481-3, présentation en ligne)
- (en) Jean-Claude Piris, The Lisbon Treaty : A Legal and Political Analysis, coll. « Cambridge Studies in European Law and Policy », 2010, 426 p. (ISBN 978-0-521-14234-2, présentation en ligne)
- (en) Eric Marlier et David Natali, Europe 2020 : Towards a More Social EU ?, Peter Lang, coll. « Work & Society », 2010, 277 p. (ISBN 978-90-5201-688-7, présentation en ligne)
- (en) Helen S. Wallace, Mark A. Pollack et Alasdair R. Young, Policy-Making in the European Union, Oxford, Oxford University Press, coll. « New European Union », 2010, 597 p. (ISBN 978-0-19-954482-0, présentation en ligne)
- (en) John McCormick, The European Union : Politics and Policies, Westview Press, 2007, 400 p. (ISBN 978-0-8133-4202-3)

En français
- Aurélien Raccah, Traité de Lisbonne : De nouvelles compétences pour l'Union européenne, Paris, L'Harmattan, 2012, 238 p. (ISBN 978-2-296-96711-3, présentation en ligne)
- Michel Clapié, Manuel d'institutions européennes, Paris, Flammarion, 2010, 3e éd., 444 p. (ISBN 978-2-08-122312-7)
- Renaud Dehousse, Politiques européennes, Paris, Presses de Sciences Po, octobre 2009, 452 p. (ISBN 978-2-7246-1132-8)
- Olivier Baisnée et Romain Pasquier, L'Europe telle qu'elle se fait : européanisation et sociétés politiques nationales, Paris, CNRS, coll. « Science politique », 2007, 316 p. (ISBN 978-2-271-06501-8)
- Denis Badré, L'attente d'Europe, Albin Michel, coll. « Fondation Robert Schuman », 2004, 189 p. (ISBN 978-2-226-14200-9)
- Jean-Louis Quermonne et Maurice Croisat, L'Europe et le fédéralisme : Contribution à l'émergence d'un fédéralisme intergouvernemental, Montchrestien, 1999, 158 p. (ISBN 978-2-7076-0750-8)
- Nicolas Moussis, Les politiques de la Communauté économique européenne : Politiques horizontales, monétaire, économique, sociale, régionale, environnement, fiscale, concurrence, Montchrestien, coll. « Études politiques, économiques et sociales », 1982, 417 p. (ISBN 978-2-247-00317-4)

##### Budget, fonction publique et service public
En anglais
- (en) Giacomo Benedetto et Simona Milio, European Union Budget Reform : Institutions, Policy and Economic Crisis, Palgrave Macmillan, 2012, 240 p. (ISBN 978-1-137-00499-4)
- (en) Gabriele Cipriani, Rethinking the EU Budget : Three Unavoidable Reforms, CEPS, 2007, 150 p. (ISBN 978-92-9079-735-7, présentation en ligne)

En français
- Robin Degron, L'essentiel des finances publiques à l'heure européenne, Issy-les-Moulineaux, Gualino-Lextenso éditions, coll. « Les Carrés », 2016, 166 p. (ISBN 978-2-297-05584-0)
- Stéphane Saurel, Le budget de l'Union européenne, Paris, La Documentation française, 2010, 211 p. (ISBN 978-2-11-008189-6)
- Stéphane Saurel, Le budget de l'Union européenne, Paris, La Documentation française, coll. « Réflexe Europe », 13 juillet 2010, 211 p. (ISBN 978-2-11-008189-6)
- Amélie Barbier-Gauchard, Intégration budgétaire européenne : Enjeux et perspectives pour les finances publiques européennes, Bruxelles/Paris, De Boeck Supérieur, coll. « Ouvertures économiques », 2008, 181 p. (ISBN 978-2-8041-5655-8, présentation en ligne)

En italien
- (it) F. De Felice, C. Fioretti et P. Lanzilli, I fondi strutturali 2007-2013 : Il nuovo ciclo di programmazione dell'Unione Europea, vol. 45, Carocci, coll. « Studi economici e sociali Carocci », 2009, 238 p. (ISBN 978-88-430-5125-0)
- (it) Gianni Pittella et Sandro Serenari, I programmi finanziari dell'Unione Europea 2007-2013, vol. 4, Pendragon, coll. « Politiche di sistema », 2007, 207 p. (ISBN 978-88-8342-584-4, présentation en ligne)

En néerlandais
- (nl) Johannes Albertus Winter, Financiële en ambtelijke organisatie Europese Unie, Kluwer, 2008, 668 p. (ISBN 978-90-13-05584-9)

##### Activité de lobbying auprès de l'Union européenne
En anglais
- (en) Miruna Andreea Balosin, The Evolution of Lobbying in the European Union, Lap Lambert Academic Publishing, 2012, 276 p. (ISBN 978-3-8433-8503-9)
- (en) Lobbying in the European Union, Routledge, coll. « Europa Publications EU information », 2005, 4e éd., 422 p. (ISBN 978-1-85743-336-4)
- (en) Irina Michalowitz, EU Lobbying : Principals, Agents and Targets : Strategic Interest Intermediation in EU Policy-making, vol. 4, Lit, coll. « Public Affairs und Politikmanagement », 2004, 321 p. (ISBN 978-3-8258-7723-1)
- (en) Robin H. Pedler, European Union Lobbying : Changes in the Arena, Palgrave Macmillan, 2002, 345 p. (ISBN 978-0-333-97152-9)
- (en) Economic and Social Committee of the European Communities, Division for Research and Documentation, European interest groups and their relationships with the Economic and Social Committee, Saxon House, 1980, 453 p. (ISBN 978-0-566-00365-3)

En français
- Bernard Lecherbonnier, Les Lobbies à l'assaut de l'Europe, Albin Michel, 2016, 192 p. (ISBN 978-2-226-38034-0, présentation en ligne)
- Marie Ramot, Le lobby européen des femmes : La voie institutionnelle du féminisme européen, L'Harmattan, coll. « Inter-national / Première synthèse », 2006, 162 p. (ISBN 978-2-296-01299-8, présentation en ligne)
- Le lobbying des villes et des régions auprès de l'Union européenne, Selbstverl, 2004, 224 p. (ISBN 978-2-9600456-1-1)
- Le lobbying dans l'Union européenne, vol. 1, Euroconfidential, 1998, 430 p. (ISBN 978-2-930066-42-4)

#### Politique étrangère

Politique européenne de voisinage (relations extérieures de l'UE) :
États membres
Candidats reconnus
Candidats potentiels
Partenariat oriental
États membres de l'Association européenne de libre-échange
Accord de partenariat et de coopération avec la Russie
Partenariat Euromed
Autres pays de l'UPM

En allemand
- (de) Nicole Appel, Das internationale Kooperationsrecht der Europäischen Union : Eine statistische und dogmatische Vermessung einer weithin unbekannten Welt, Springer-Verlag, 2015, 608 p. (ISBN 978-3-662-48916-1, présentation en ligne)
- (de) Gisela Müller-Brandeck-Bocquet et Carolin Rüger, Die Außenpolitik der EU, De Gruyter, coll. « De Gruyter Studium », 2015, 423 p. (ISBN 978-3-486-85706-1, présentation en ligne)
- (de) Ibrahim Bekmezci, Analyse und Beurteilung des EU-Beitritts der Türkei : Die Dimensionen der Debatte unter Berücksichtigung der europäischen Perspektiven, Berlin, Heidelberg, Books on Demand, coll. « Internationale Politik », 2015, 918 p. (ISBN 978-3-642-15649-6, présentation en ligne)
- (de) Anna Fuchs, Die Außenpolitik der Europäischen Union zwischen Anspruch und Wirklichkeit als Zivilmacht, Grin Verlag, 2013, 21 p. (ISBN 978-3-656-38886-9)
- (de) Helge Hoibraaten et Jochen Hille, Nordeuropa und die Zukunft der EU, vol. 23, BWV Verlag, coll. « Nordeuropäische Studien », 2012, 233 p. (ISBN 978-3-8305-2704-6)
- (de) Jan Scheffler, Die Europäische Union als rechtlich-institutioneller Akteur im System der Vereinten Nationen, vol. 220, Berlin, Heidelberg, Grin Verlag, coll. « Beiträge zum ausländischen öffentlichen Recht und Völkerrecht », 2010, 918 p. (ISBN 978-3-642-15649-6, présentation en ligne)
- (de) Annegret Bendiek et Dr. Heinz Kramer, Globale Aussenpolitik der Europäischen Union : Interregionale Beziehungen und strategische Partnerschaften, vol. 63, Baden-Baden, Nomos, coll. « Internationale Politik und Sicherheit », 2009, 237 p. (ISBN 978-3-8329-4310-3)
- (de) Franz Kernic, Die Aussenbeziehungen der Europäischen Union : Eine Einführung, Peter Lang, 2007, 307 p. (ISBN 978-3-631-54952-0, présentation en ligne)
- (de) Vanessa Ohst, Die Außenpolitik der Europäischen Union, Grin Verlag, 2002, 29 p. (ISBN 978-3-638-13333-3, présentation en ligne)

En anglais
- Igor Lai, L'Union européenne, médiateur de paix dans les Balkans occidentaux : Processus et suivi de la mise en œuvre des résultats, PAF, 2017, 144 p. (ISBN 978-3-8381-8906-2)
- (en) Herbert Smith et Manual Lopez-Escudero, The European Union's External Action in Times of Crisis, Hart Publishing, coll. « Modern Studies in European Law », 2016, 620 p. (ISBN 978-1-5099-0055-8)
- (en) Knud Erik Jorgensen, Aasne Kalland Aarstad, Edith Drieskens, Katie Laatikainen et Ben Tonra, The SAGE Handbook of European Foreign Policy, SAGE, coll. « Sage Reference », 2015, 1096 p. (ISBN 978-1-4739-1443-8, présentation en ligne)
- (en) Michael Smith, Stephan Keukeleire et Sophie Vanhoonacker, The Diplomatic System of the European Union : Evolution, Change and Challenges, vol. 116, Routledge, coll. « Routledge Advances in European Politics », 2015, 282 p. (ISBN 978-1-317-53664-2, présentation en ligne)
- (en) David Spence et Jozef Bátora, The European External Action Service : European Diplomacy Post-Westphalia, Palgrave Macmillan, 2015, 456 p. (ISBN 978-1-137-38304-4)
- (en) Steve Marsh et Hans Mackenstein, The International Relations of the EU, Routledge, 2014, 328 p. (ISBN 978-1-317-87344-0, présentation en ligne)
- (en) Wilga Maciej et Ireneusz Pawel Karolewski, New Approaches to EU Foreign Policy, Routledge, 2014, 282 p. (ISBN 978-1-317-67454-2, présentation en ligne)
- (en) Stephan Keukeleire et Tom Delreux, The Foreign Policy of the European Union, Palgrave Macmillan, coll. « The European Union Series », 2014, 408 p. (ISBN 978-1-137-02576-0, présentation en ligne)
- (en) Ronald L Holzhacker et Paul Luif, Freedom, Security and Justice in the European Union : Internal and External Dimensions of Increased Cooperation after the Lisbon Treaty, New York, Springer Science & Business Media, 2013, 146 p. (ISBN 978-1-4614-7879-9, présentation en ligne)
- (en) Jack Mangala, Africa and the European Union : A Strategic Partnership, Springer, 2012, 257 p. (ISBN 978-1-137-26947-8, présentation en ligne)
- (en) Knud Erik Jørgensen et Katie Verlin Laatikainen, Routledge Handbook on the European Union and International Institutions : Performance, Policy, Power, Routledge, 2012, 512 p. (ISBN 978-1-136-18649-3, présentation en ligne)
- (en) Gisela Müller-Brandeck-Bocquet et Carolin Rüger, The High Representative for the EU Foreign and Security Policy : Review and Prospects (Staatlichkeit und Governance in Transformation), Nomos Publishers, coll. « Staatlichkeit und Governance in Transformation », 2011, 303 p. (ISBN 978-3-8329-6002-5)
- (en) Christopher Hill et Michael Smith, International Relations and the European Union, Oxford, Oxford University Press, coll. « The New European Union Series », 2011, 557 p. (ISBN 978-0-19-954480-6, présentation en ligne)
- (en) Piet Eeckhout, EU External Relations Law, Oxford University Press, coll. « Oxford European Union Law Library », 2011, 572 p. (ISBN 978-0-19-960663-4, présentation en ligne)
- (en) Federiga M. Bindi, The Foreign Policy of the European Union : Assessing Europe's Role in the World, Brookings Institution Press, 2010, 367 p. (ISBN 978-0-8157-0140-8)
- (en) Andrew Gamble et David Stuart Lane, The European Union and world politics : consensus and division, Palgrave Macmillan, 2009, 288 p. (ISBN 978-0-230-22149-9)
- (en) Knud Erik Jørgensen, The European Union and International Organizations, Routledge, 2009, 224 p. (ISBN 978-1-134-03497-0)
- (en) Stephan Keukeleire et Jennifer MacNaughtan, The foreign policy of the European Union, Basingstoke, Basingstoke, 2008, 374 p. (ISBN 978-1-4039-4722-2)
- (en) Michael Emerson, Andorra and the European Union, CEPS, 2007, 138 p. (ISBN 978-92-9079-733-3, présentation en ligne)
- (en) Dieter Mahncke, Alicia Ambos et Christopher Reynolds, European Foreign Policy : From Rhetoric to Reality?, vol. 1, Peter Lang, coll. « Cahiers du Collège d'Europe : College of Europe », 2004, 381 p. (ISBN 978-90-5201-247-6, présentation en ligne)
- (en) Clive Archer, Norway Outside the European Union : Norway and European Integration from 1994 to 2004, Routledge, coll. « Europe and the Nation State », 2004, 256 p. (ISBN 978-1-134-45769-4, présentation en ligne)

En français
- Maxime Lefebvre, La politique étrangère européenne, Presses universitaires de France, coll. « Que sais-je ? », 2016, 2e éd., 128 p. (ISBN 978-2-13-074995-0, présentation en ligne)
- Anne-Sophie Lamblin-Gourdin et Eric Mondielli, Le droit des relations extérieures de l'Union européenne après le traité de Lisbonne, Bruylant, 2013, 472 p. (ISBN 978-2-8027-4261-6, présentation en ligne)
- Yann Echinard, Albane Geslin, Michel Gueldry et Fabien Terpan, L'Union européenne et les États-Unis : Processus, politiques et projets, Primento, 2013, 290 p. (ISBN 978-2-8044-5619-1)
- Estelle Poidevin, L'Union européenne et la politique étrangère : Le Haut représentant pour la politique étrangère et de sécurité commune : moteur réel ou leadership par procuration (1999-2009) ?, Paris, L'Harmattan, 2010, 209 p. (ISBN 978-2-296-12475-2, présentation en ligne)
- René Schwok, Suisse : Union européenne : L'adhésion impossible?, vol. 35, Lausanne, Presses polytechniques et universitaires romandes, coll. « Le savoir suisse », 2010, 149 p. (ISBN 978-2-88074-860-9)
- Jean-François Akandji-Kombé, Alain Fenet, Anne-Sophie Lamblin-Gourdin, Éric Mondielli et Gwenaëlle Proutière-Maulion, Droit des relations extérieures de l'Union européenne, Paris, LexisNexis, janvier 2007, 396 p. (ISBN 978-2-7110-0669-4)
- Philippe Deloire, L'Europe des 30 en marche : mécanisme de l'élargissement, cadre institutionnel, aspects budgétaires et financiers, défis économiques et sociaux, frontières, Paris, Gualino, 2007, 331 p. (ISBN 978-2-84200-667-9)
- Morgan Baillon, L'Adhésion de la Turquie à l'Union européenne, L'Harmattan, 2006, 263 p. (ISBN 978-2-296-15560-2, présentation en ligne)
- Abdelkhaleq Berramdane, Le partenariat euro-méditerranéen à l'heure du cinquième élargissement de l'Union européenne, Karthala Éditions, coll. « Hommes et sociétés », 2005, 430 p. (ISBN 978-2-84586-731-4)
- Yves Buchet De Neuilly, L'Europe de la politique étrangère, Économica, 2005, 255 p. (ISBN 978-2-7178-5008-6)
- Romain Yakemtchouk, La politique étrangère de l'Union européenne, L'Harmattan, 2005, 488 p. (ISBN 978-2-2964-0357-4)
- Joël-Benoît D'Onorio et Andrea Riccardi, Le Vatican et la politique européenne, Mame, coll. « Études de l'Institut européen des relations Église-État », 1994, 310 p. (ISBN 978-2-7289-0666-6)
- Marie-Thérèse Bitsch, Le fait régional et la construction européenne, vol. 57, Bruylant, coll. « Organisation Internationale et Relations Internationales », 2003, 457 p. (ISBN 978-2-8027-1786-7)
- Laure Delcour, La politique de l'Union européenne en Russie (1990-2000) : De l'assistance au partenariat ?, L'Harmattan, 2002, 324 p. (ISBN 978-2-296-28196-7, présentation en ligne)
- Daniel Dormoy, L'Union européenne et les organisations internationales, vol. 33, Bruylant, coll. « Droit international », 1997, 460 p. (ISBN 978-2-8027-1061-5)
- Joël-Benoît D'Onorio et Andrea Riccardi, Le Vatican et la politique européenne, Mame, coll. « Études de l'Institut européen des relations Église-État », 1994, 310 p. (ISBN 978-2-7289-0666-6)

En italien
- (it) Elena Sciso, Roberto Baratta et Claudia Morviducci, I valori dell'Unione Europea e l'azione esterna, vol. 1, Giappichelli, coll. « Collana del Centro di Ricerca sulle Organizzazioni Internazionali ed Europee », 2016, 264 p. (ISBN 978-88-921-0286-6)
- (it) Alessandra Lang et Maria Paola Mariani, La politica estera dell'Unione europea : Inquadramento giuridico e prassi applicativa, Giappichelli, 2014, 240 p. (ISBN 978-88-348-7983-2)
- (it) Eva Pföstl, L'Unione europea : Sicurezza, azione esterna, diplomazia, Editrice Apes, 2013, 142 p. (ISBN 978-88-7233-106-4, présentation en ligne)
- (it) Fabio Raspadori, La politica estera dell'Unione Europea : Istituzioni e strumenti di pace, Morlacchi Editore, 2007, 216 p. (ISBN 978-88-6074-159-2, présentation en ligne)

#### Politique de sécurité et de défense
En allemand
- (de) Carolin Rüger, Europäische Außen und Sicherheitspolitik : Kein Thema für die Öffentlichkeit ?, Grin, 2012, 370 p. (ISBN 978-3-8487-0041-7)
- (de) Frank Hübner, Von der Europäischen Politischen Zusammenarbeit zur Gemeinsamen Außen- und Sicherheitspolitik : Entwicklung und Perspektiven, Grin, 2009, 124 p. (ISBN 978-3-640-46241-4, présentation en ligne)

En anglais
- (en) Synnøve Ugelvik, Police Cooperation and Sovereignty in the EU : Norway’s Lessons for Europe, Routledge, coll. « Transnational Criminal Justice », 2018, 286 p. (ISBN 978-0-429-99466-1, présentation en ligne)
- (en) Maxime H. A. Larivé, Debating European Security and Defense Policy : Understanding the Complexity, Routledge, coll. « Global Interdisciplinary Studies Series », 2016, 280 p. (ISBN 978-1-317-15430-3, présentation en ligne)
- (en) Giovanni Faleg, The EU's Common Security and Defence Policy : Learning Communities in International Organizations, Springer, coll. « Palgrave Studies in European Union Politics », 2016, 228 p. (ISBN 978-3-319-41306-8, présentation en ligne)
- (en) Daniel Fiott, Nick Witney et Jolyon Howorth, The Common Security and Defence Policy : National Perspectives, vol. 79, Academia Press, coll. « Egmont Papers », 2015, 129 p. (ISBN 978-90-382-2524-1, lire en ligne)
- (en) Jolyon Howorth, Security and Defence Policy in the European Union, Palgrave Macmillan, coll. « The European Union Series », 2014, 320 p. (ISBN 978-1-137-42788-5, présentation en ligne)
- (en) Christian Kaunert et Sarah Léonard, European Security, Terrorism and Intelligence : Tackling New Security Challenges in Europe, Springer, coll. « Palgrave Studies in European Union Politics », 2013, 247 p. (ISBN 978-1-137-31473-4, présentation en ligne)
- (en) Panos Koutrakos, The EU Common Security and Defence Policy, Oxford European Union Law Library, coll. « Oxford European Union Law Library », 2013, 368 p. (ISBN 978-0-19-165590-6, présentation en ligne)
- (en) Sarah Wolff, The Mediterranean Dimension of the European Union's Internal Security, Springer, coll. « Palgrave Studies in European Union Politics », 2012, 273 p. (ISBN 978-0-230-36942-9, présentation en ligne)
- (en) Kjell A. Eliassen, Foreign and Security Policy in the European Union, Sage, coll. « Western Europe Series », 1998, 246 p. (ISBN 978-0-7619-5633-4, présentation en ligne)

En espagnol
- (es) Gustavo Palomares Lerma, Política de seguridad de la Unión Europea : Realidades y retos para el siglo XXI, vol. 11, Tirant lo Blanch, coll. « Ciencia política », 2002, 263 p. (ISBN 978-84-8442-463-5)
- (es) Félix Arteaga, La identidad europea de seguridad y defensa : El pilar estratégico de la Unión, Biblioteca Nueva, coll. « Política Exterior », 1999, 316 p. (ISBN 978-84-7030-742-3)

En français
- André Dumoulin et Gros-Verheyde Balzacq, La politique européenne de sécurité et de défense commune : Parce que l'Europe vaut bien une défense, Le Dévoluy, Villard, coll. « Manuel », 2017, 490 p. (ISBN 978-2-9560013-0-0)
- Michel Liégeois et Thierry Balzacq, La sécurité internationale après Lisbonne : Nouvelles pratiques dans l'Union européenne, Presses universitaires de Louvain, 2013, 186 p. (ISBN 978-2-87558-112-9, présentation en ligne)
- Guido Stärkle (préf. Jean-Victor Louis), L'agence européenne de défense : Régime juridique, organisation et réalisations, Bruylant, 2010, 230 p. (ISBN 978-2-8027-2807-8)
- René Schwok et Frédéric Mérand, L'Union européenne et la sécurité internationale : Théories et pratiques, Louvain-la-Neuve, Academia-Bruylant, 2009, 270 p. (ISBN 978-2-87209-925-2, présentation en ligne)
- Pierre Berthelet, Le paysage européen de la sécurité intérieure, vol. 43, Bruxelles, Peter Lang, coll. « European Policy », 2009, 573 p. (ISBN 978-90-5201-473-9, présentation en ligne)
- Fabien Terpan, La politique étrangère et de sécurité commune de l'Union européenne, Bruylant, 2003, 540 p. (ISBN 978-2-8027-1669-3)

En italien
- (it) Roberto Gualtieri et José Luis Rhi-Sausi, La difesa comune europea dopo il Trattato di Lisbona : Rapporto 2011 sull'integrazione europea, Il Mulino, 2011, 320 p. (ISBN 978-88-15-15030-1)
- (it) Antonio Missiroli et Alessandro Pansa, La difesa europea, Il melangolo, 2007, 205 p. (ISBN 978-88-7018-619-2)
- (it) Marco Clementi, L'Europa e il mondo : La politica estera, di sicurezza e di difesa europea, vol. 146, Il Mulino, coll. « Contemporanea », 2004, 222 p. (ISBN 978-88-15-09620-3)
- (it) Fulvio Attinà, La politica di sicurezza e difesa dell'Unione europea : Il cammino europeo dopo il trattato di Amsterdam, Artistic & Publishing Company, 2002, 234 p. (ISBN 978-88-88391-02-1)

En néerlandais
- (nl) Gert Vermeulen, Justitie, binnenlandse zaken en veiligheid : Europese en internationale institutionele en beleidsontwikkeling, Maklu, 2014, 230 p. (ISBN 978-90-466-0611-7, présentation en ligne)
- (nl) Johannes Albertus Winter, Politiële samenwerking binnen de EU, Kluwer, 2009, 425 p. (ISBN 978-90-13-06400-1)

En polonais
- (pl) Ryszard Ziçba, Wspólna Polityka Zagraniczna i Bezpieczeństwa Unii Europejskiej, Wydawnictwa Akademickie i Profesjonalne, coll. « Studia Europejskie - Wydawnictwa Akademickie i Profesjonalne », 2007, 280 p. (ISBN 978-83-60501-61-0)

#### Politique monétaire et financière
En allemand
- (de) Beata Dziechciarz, Rechtliche Integration der nationalen Zentralbanken in das Europäische System der Zentralbanken und in das Eurosystem, Nomos, 2009, 417 p. (ISBN 978-3-8329-4223-6)
- (de) Stefan Tilch, Europäische Zentralbank und Europäisches System der Zentralbanken, vol. 2617, Lang, coll. « Europäische Hochschulschrifte », 2000, 189 p. (ISBN 978-3-631-35354-7)

En anglais
- (en) Wolfgang Gebauer, Foundations of European Central Bank Policy, Springer Science & Business Media, 2013, 259 p. (ISBN 978-3-642-50302-3)
- (en) Shigeyuki Hamori et Naoko Hamori, Introduction of the Euro and the Monetary Policy of the European Central Bank, World Scientific, 2010, 199 p. (ISBN 978-981-28-3843-8, présentation en ligne)
- (en) Karl Kaltenthaler, Policymaking in the European Central Bank : The Masters of Europe's Money, Rowman & Littlefield, coll. « Governance in Europe », 2006, 195 p. (ISBN 978-0-7425-5367-5, présentation en ligne)
- (en) Jakob De Haan, Sylvester C. W. Eijffinger et Sandra Waller, The European Central Bank : Credibility, Transparency, and Centralization, MIT Press, coll. « CESifo Book Series », 2005, 288 p. (ISBN 978-0-262-26245-3, présentation en ligne)

En espagnol
- (es) Antonia Calvo Hornero, Organización monetaria y financiera de la Unión Europea, Editorial Universitaria Ramon Areces, 2014, 278 p. (ISBN 978-84-9961-182-2)
- (es) Antonia Calvo Hornero, La Unión Europea : mecanismos financieros y moneda única, Pirámide, coll. « Empresa y Gestión Series », 2000, 232 p. (ISBN 978-84-368-1517-7)

En français
- Francesco Martucci, L'ordre économique et monétaire de l'Union européenne, vol. 45, Bruxelles, Bruylant, coll. « Droit de l'Union européenne », 2015, 1271 p. (ISBN 978-2-8027-4312-5)
- Sébastien Le Guil, L'UE moderne, Books on Demand, 2013, 144 p. (ISBN 978-2-322-02591-6)
- Pierre du Bois, Histoire de l'Europe monétaire 1945-2005 : Euro qui comme Ulysse..., Paris, Presses universitaires de France, coll. « Publications de l'Institut de hautes études internationales et du développement de Genève », 2008, 249 p. (ISBN 978-2-13-056758-5)
- Pascal Kauffmann, L'Union monétaire européenne, Pessac, Presses universitaires de Bordeaux, 2008, 301 p. (ISBN 978-2-86781-503-4, présentation en ligne)

##### Monnaie commune
En allemand
- (en) David Marsh, Der Euro : Die geheime Geschichte der neuen Währung, Murmann, 2009, 437 p. (ISBN 978-3-86774-045-6)
- (en) Petra Seeker et Michael Bauer-Emmerichs, Duden der Euro : Lexikon zur Währungsunion, Dudenverlag, 1998, 396 p. (ISBN 978-3-411-70461-3)

En anglais
- (en) Miroslav Beblavý, David Cobham et L'udovít Ódor, The Euro Area and the Financial Crisis, Cambridge University Press, 2011, 372 p. (ISBN 978-1-139-50363-1, présentation en ligne)
- (en) Ewald Nowotny, Peter Mooslechner et Doris Ritzberger-Grunwald, The Euro and Economic Stability : Focus on Central, Eastern and South-Eastern Europe, Edward Elgar Publishing, 2010, 240 p. (ISBN 978-1-84980-569-8, présentation en ligne)
- (en) Marco Buti, Deroose Servaas, Gaspar Vitor et João Nogueira Martins, The Euro : The First Decade, Cambridge, Cambridge University Press, 2010, 1015 p. (ISBN 978-92-79-09842-0)
- (en) Chris Mulhearn, The Euro : Its Origins, Development and Prospects, Edward Elgar Publishing, 2008, 256 p. (ISBN 978-1-84844-288-7, présentation en ligne)
- (en) Susan Schadler, Euro Adoption in Central and Eastern Europe : Opportunities and Challenges, International Monetary Fund, 2005, 209 p. (ISBN 978-1-58906-370-9, présentation en ligne)
- (en) Philip Arestis, Andrew Brown et Malcolm C. Sawyer, The Euro : Evolution and Prospects, Edward Elgar Publishing, coll. « New horizons in environmental economics », 2001, 152 p. (ISBN 978-1-84376-694-0, présentation en ligne)
- (en) Ronald Tiersky, Euro-skepticism : A Reader, Rowman & Littlefield, coll. « Europe today », 2001, 316 p. (ISBN 978-0-7425-1054-8, présentation en ligne)

En français
- Jacques Bourrinet et Philippe Vigneron, Les paradoxes de la zone euro, vol. 20, Bruxelles, Groupe de Boeck, coll. « Travaux du CERIC », 2010, 183 p. (ISBN 978-2-8027-3013-2)
- Jean-Victor Louis, L'Union européenne et sa monnaie, Bruxelles, Université de Bruxelles, coll. « Politiques économiques et sociales », 2009, 328 p. (ISBN 978-2-8004-1445-4)
- Gilles Jacoud, L'Europe monétaire : Zone euro, une monnaie, une pluralité de défis, Armand Colin, coll. « Circa », 2006, 215 p. (ISBN 978-2-200-34582-2)
- Johann-Ewald Kraemer, L'Euro : Dans les coulisses de la monnaie unique, Éditions des Syrtes, 2002, 92 p. (ISBN 978-2-84545-047-9)
- Yann Échinard et Jean-Pierre Allégret, La zone euro et les enjeux de la politique budgétaire : Une monnaie, onze budgets ..., Presses universitaires de Grenoble, coll. « Débats », 1999, 131 p. (ISBN 978-2-7061-0835-8)

En portugais
- (pt) António Martins da Silva, A aventura da moeda única europeia : Enredos e dilemas, progressos e desafios, mprensa da Universidade de Coimbra, coll. « Ensaio de história e de política », 2017, 172 p. (ISBN 978-989-2-61354-3)
- (en) Jens Nordvig, A queda do euro : A reinvençao da eurozona e do futuro do investimen, Casa das letras, 2014, 320 p. (ISBN 978-972-4-62218-7)

###### Adoption de l'euro
En anglais
- (en) Susan Schadler, Euro Adoption in Central and Eastern Europe : Opportunities and Challenges, International Monetary Fund, 2005, 209 p. (ISBN 978-1-58906-370-9)
- (en) Andreas Penzkofer, Euro Adoption by Accession Countries : Macroeconomic Aspects of the Economic and Monetary Union, GRIN Verlag, 2008, 72 p. (ISBN 978-3-638-68113-1)

En français
- Décision  2007/503/CE du Conseil conformément à l'article 122, paragraphe 2, du traité, relative à l'adoption, par Chypre de la monnaie unique au 1er janvier 2008, 32007D0504, adopté le 10 juillet 2007, JO du 18 juillet 2007, p. 29–31, entré en vigueur le 1er janvier 2008  [consulter en ligne, notice bibliographique]

- Décision  2010/416/UE du Conseil conformément à l'article 122, paragraphe 2, du traité, relative à l'adoption, par l'Estonie de la monnaie unique au 1er janvier 2011, 32010D0416, adopté le 13 juillet 2010, JO du 28 juillet 2010, p. 24–26, entré en vigueur le 1er janvier 2011  [consulter en ligne, notice bibliographique]

- Décision  2000/427/CE du Conseil conformément à l'article 122, paragraphe 2, du traité, relative à l'adoption, par la Grèce de la monnaie unique au 1er janvier 2011, 32000D0427, adopté le 19 juin 2000, JO du 7 juillet 2000, p. 19–21, entré en vigueur le 1er janvier 2001  [consulter en ligne, notice bibliographique]

- Décision  2013/387/UE du Conseil conformément à l'article 122, paragraphe 2, du traité, relative à l'adoption, par la Lettonie de la monnaie unique au 1er janvier 2014, 32013D0387, adopté le 9 juillet 2013, JO du 18 juillet 2013, p. 24–26, entré en vigueur le 1er janvier 2014  [consulter en ligne, notice bibliographique]

- Décision  2014/509/UE du Conseil conformément à l'article 122, paragraphe 2, du traité, relative à l'adoption, par la Lituanie de la monnaie unique au 1er janvier 2015, 32014D0509, adopté le 23 juillet 2014, JO du 31 juillet 2014, p. 29–32, entré en vigueur le 1er janvier 2015  [consulter en ligne, notice bibliographique]

- Décision  2007/504/CE du Conseil conformément à l'article 122, paragraphe 2, du traité, relative à l'adoption, par Malte de la monnaie unique au 1er janvier 2008, 32007D0504, adopté le 10 juillet 2007, JO du 18 juillet 2007, p. 32–34, entré en vigueur le 1er janvier 2008  [consulter en ligne, notice bibliographique]

- Décision  2008/608/CE du Conseil conformément à l'article 122, paragraphe 2, du traité, relative à l'adoption, par la Slovaquie de la monnaie unique au 1er janvier 2009, 32008D0608, adopté le 8 juillet 2008, JO du 24 juillet 2008, p. 24–27, entré en vigueur le 1er janvier 2009  [consulter en ligne, notice bibliographique]

- Décision  2006/495/CE du Conseil conformément à l'article 122, paragraphe 2, du traité, relative à l'adoption, par la Slovénie de la monnaie unique au 1er janvier 2007, 32006D0495, adopté le 11 juillet 2006, JO du 15 juillet 2006, p. 25–27, entré en vigueur le 1er janvier 2007  [consulter en ligne, notice bibliographique]

- Décision  1999/97/CE du Conseil sur la position à adopter par la Communauté en ce qui concerne un accord sur les relations monétaires avec la République de Saint-Marin, 32007D0504, adopté le 31 décembre 1998, JO du 4 février 1999, p. 33–34, entré en vigueur le 31 décembre 1998  [consulter en ligne, notice bibliographique]

- Décision  1999/96/CE du Conseil sur la position à adopter par la Communauté en ce qui concerne un accord sur les relations monétaires avec la Principauté de Monaco, 31999D0096, adopté le 31 décembre 1998, JO du 4 février 1999, p. 31–32, entré en vigueur le 31 décembre 1998  [consulter en ligne, notice bibliographique]

- Décision  1999/98/CE du Conseil sur la position à adopter par la Communauté en ce qui concerne un accord sur les relations monétaires avec la Cité du Vatican, 31999D0098, adopté le 31 décembre 1998, JO du 4 février 1999, p. 35-36, entré en vigueur le 31 décembre 1998  [consulter en ligne, notice bibliographique]

###### Conventions monétaires et législation
En anglais
- (en) Implementing UNMIK Regulation n° 1999/4 of 2 september 1999 on the currency permitted to be used in Kosovo, Unmikonline.org, 4 octobre 1999 (lire en ligne)

En français
- Accord monétaire entre l'Union européenne et la principauté d'Andorre, 6 juillet 2011 (lire en ligne)
- Convention monétaire entre le gouvernement de la République française et le gouvernement de Son Altesse sérénissime le prince de Monaco, JOUE, 31 mai 2002, 15 p. (lire en ligne)
- Convention monétaire entre la République italienne, au nom de la Communauté européenne, et la République de Saint-Marin, JOUE, 27 juillet 2001, 4 p. (lire en ligne)
- Convention monétaire entre la République italienne, au nom de la Communauté européenne, et l'État de la Cité du Vatican, représenté par le Saint-Siège, 25 octobre 2001, 4 p. (lire en ligne)

##### Système bancaire
En anglais
- (en) Jack Revell, The Changing Face of European Banks and Securities Market, Springer, 2010, 296 p. (ISBN 978-1-349-23141-6)

En français
- Ouvrage Collectif, Les systèmes bancaires européens : État des lieux, t. 1, Association d'économie financière, coll. « Revue d'économie financière », 2013, 326 p. (ISBN 978-2-916920-57-3)
- Ouvrage Collectif, Les systèmes bancaires européens : Nouvelles perspectives, t. 2, Association d'économie financière, coll. « Revue d'économie financière », 2014, 348 p. (ISBN 978-2-916920-60-3)
- Corinne Balleix-Banerjee, La France et la Banque centrale européenne, Presses universitaires de France, coll. « Politique D'Aujourd'hui », 1999, 356 p. (ISBN 978-2-13-049839-1)

En néerlandais
- (nl) Johannes Albertus Winter, Banken en financieringsinstrumenten Europese Unie, Kluwer, 2008, 720 p. (ISBN 978-90-13-06070-6)

En polonais
- (pl) Piotr Niczyporuk et Aniela Talecka, Bankowość Unii Europejskiej : Podstawowe zagadnienia, Wydawnictwo Temida 2, 2010, 146 p. (ISBN 978-83-89620-92-7)

#### Politique commerciale
En allemand
- (de) Stefan Rüb et Hans-Wolfgang Platzer, Europäisierung der Arbeitsbeziehungen im Dienstleistungssektor : Empirische Befunde, Probleme und Perspektiven eines heterogenen Feldes, vol. 170, Sigma, coll. « Eorschung aus der Hans-Böckler-Stiftung », 2014, 223 p. (ISBN 978-3-8360-8770-4)

En anglais
- (en) Gabriel Siles-Brügge, Constructing European Union Trade Policy : A Global Idea of Europe, Springer, coll. « International Political Economy Series », 2014, 258 p. (ISBN 978-1-137-33166-3)
- (en) The European Union and Multilateral Trade Governance : The Politics of the Doha Round, Routledge, 2012, 200 p. (ISBN 978-1-136-51304-6)
- (en) Sophie Meunier, Trading Voices : The European Union in International Commercial Negotiations, Princeton University Press, 2005, 223 p. (ISBN 978-0-691-12115-4)
- (en) Dominik Lasok, The Trade and Customs Law of the European Union, Kluwer Law International, 1998, 470 p. (ISBN 978-90-411-0688-9)

En français
- Beyla Esther Fellous, La nature juridique des accords entre l'Union européenne, le Chili et le Mexique, Paris, L'Harmattan, coll. « Recherches & documents Amérique latine », 2015, 370 p. (ISBN 978-2-343-07959-2)
- Sophie Meunier, L'Union fait la force : L'Europe dans les négociations commerciales internationales, Presses de Sciences Po, 2013, 272 p. (ISBN 978-2-7246-8647-0)
- Olivier Cattaneo, Quelles ambitions pour la politique commerciale de l'union européenne ?, vol. 2, Institut Français des Relations Internationales, coll. « La stratégie d'influence de l'Union européenne », 2008, 98 p. (ISBN 978-2-86592-119-5)
- Les politiques commerciales de l'Union européenne et leurs effets économiques, OECD Publishing, 2001, 148 p. (ISBN 978-92-64-28853-9)

En polonais
- (pl) Marcin Górski, Wspólna polityka handlowa Unii Europejskiej : Aspekty prawne i instytucjonalne, vol. 25, Instytut Wydawniczy EuroPrawo, coll. « System Prawa Unii Europejskie », 2012, 155 p. (ISBN 978-83-7627-076-0)

#### Politique économique et industrielle
En anglais
- (en) Gert Tinggaard Svendsen, The Political Economy of the European Union : Institutions, Policy and Economic Growth, Edward Elgar Publishing, 2003, 195 p. (ISBN 978-1-78195-709-7)
- (en) Richard Hamilton Williams, European Union Spatial Policy and Planning, SAGE, 1996, 304 p. (ISBN 978-1-4462-2772-5)

En italien
- (it) Eugenio Picozza et Serena Oggianu, Politiche dell'Unione Europea e diritto dell'economia, Giappichelli, 2013, 208 p. (ISBN 978-88-348-9976-2)
- (it) Patrizio Bianchi, Le politiche industriali dell'Unione europea, Il mulino, coll. « Strumenti. Economia », 1999, 323 p. (ISBN 978-88-15-07078-4)

#### Politique sociale, de santé et du travail
En allemand
- (de) Elliot Hofherr et Dan Marek, Europaische Sozialpolitik und die Idee der Selbstregulierung : Echtsgrundlagen, Potentiale und Grenzen eines europaischen Politikfeldes, Diplomica Verlag, 2013, 132 p. (ISBN 978-3-8428-9607-9)
- (de) Hermann Ribhegge, Europäische Wirtschafts- und Sozialpolitik, Berlin ⁸u.a., Springer-Verlag, 2011, 301 p. (ISBN 978-3-642-19191-6)

En anglais
- (en) Philip Whyman, Mark Baimbridge et Andrew Mullen, The Political Economy of the European Social Model, vol. 26, Routledge, coll. « Routledge studies in the European economy », 2012, 398 p. (ISBN 978-0-415-47629-4)
- (en) Helen Stalford, Children and the European Union : Rights, Welfare and Accountability, 2012, coll. « Modern Studies in European Law », 2012, 278 p. (ISBN 978-1-84731-989-0)
- (en) Philipa Mladovsky, Health in the European Union : Trends and Analysis, vol. 19, World Health Organization Regional Office Europe, coll. « Observatory studies series », 2009, 164 p. (ISBN 978-92-890-4190-4)
- (en) Statistical Office of the European Communities, The Social Situation in the European Union, Office for Official Publications of the European Communities, 2007, 212 p. (ISBN 978-92-79-08932-9)
- (en) Linda Hantrais, Social Policy in the European Union, Palgrave Macmillan, 2007, 304 p. (ISBN 978-0-230-01308-7)
- (en) Jo Shaw, Social Law and Policy in an Evolving European Union, Hart Publishing, 2000, 352 p. (ISBN 978-1-84113-107-8)

En espagnol
- (es) La protección del medio ambiente urbano en la Unión Europea, Universidad del Norte, coll. « Jurídica », 2013, 302 p. (ISBN 978-958-74-1291-8)
- (es) Miguel Ángel Galindo Martín et Yolanda Fernández Jurado, Política socioeconómica en la Unión Europea, Delta Publicaciones, 2006, 423 p. (ISBN 978-84-96477-35-3)

En français
- Gilles Sintes, La politique sociale de l'Union européenne, vol. 16, College of Europe Publications Interuniversitaires Europeennes SC, coll. « Travail et société », 1996, 395 p. (ISBN 978-90-5201-512-5)

En italien
- (it) Andrea Ciccarelli et Pietro Gargiulo, La dimensione sociale dell'Unione Europea alla prova della crisi globale, FrancoAngeli, 2012, 212 p. (ISBN 978-88-568-5922-5)
- (it) Ulrico Hoepli, Le politiche sociali dell'Unione europea, vol. 199, FrancoAngeli, coll. « Politiche e servizi sociali », 2005, 250 p. (ISBN 978-88-464-7185-7)

#### Politique agricole et de la pêche
En allemand
- (de) Winfried von Urff, Agrarmarkt und Struktur des ländlichen Raumes in der Europäischen Union, Verlag Bertelsmann-Stiftung, coll. « Die Europäische Union. Politisches System und Politikbereiche », 2004, 202 p. (ISBN 978-3-89204-769-8)
- (de) Guido Thiemeyer, Vom Pool Vert zur Europäischen Wirtschaftsgemeinschaft : Europäische Integration, Kalter Krieg und die Anfänge der Gemeinsamen Europäischen Agrarpolitik 1950-1957, vol. 6, Oldenbourg, coll. « Hallesche Beitrage Zur Europaischen Aufklarung », 1999, 299 p. (ISBN 978-3-486-56427-3)

En anglais
- (en) Ernesto Penas Lado, The Common Fisheries Policy : The Quest for Sustainability, John Wiley & Sons, 2016, 392 p. (ISBN 978-1-119-08566-9)
- (en) Jill Wakefield, Reforming the Common Fisheries Policy, Edward Elgar Publishing, 2016, 336 p. (ISBN 978-1-78536-766-3)
- (en) Alessandro Sorrentino et Roberto Henke, The Common Agricultural Policy After the Fischler Reform : National Implementations, Impact Assessment and the Agenda for Future Reforms, Routledge, 2016, 544 p. (ISBN 978-1-317-03772-9)
- (en) Ernesto Penas Lado, The Common Fisheries Policy : The Quest for Sustainability, John Wiley & Sons, 2016, 392 p. (ISBN 978-1-119-08566-9)
- (en) Berkeley Hill, Understanding the Common Agricultural Policy, Routledge, coll. « Earthscan Food and Agriculture », 2012, 352 p. (ISBN 978-1-136-53788-2)
- (en) Robin Churchill et Daniel Owen, The EC Common Fisheries Policy, Oxford University Press, coll. « Oxford European Community Law Library Series », 2010, 597 p. (ISBN 978-0-19-927584-7)
- (en) Ronán J. Long et Peter A. Curran, Enforcing the Common Fisheries Policy, John Wiley & Sons, 2008, 416 p. (ISBN 978-0-470-69824-2)
- (en) Eugénia da Condeição-Heldt, The Common Fisheries Policy in the European Union : A Study in Integrative and Distributive Bargaining, Routledge, coll. « Studies in International Relations », 2004, 152 p. (ISBN 978-1-135-93311-1)
- (en) Astrid Berg, Implementing and Enforcing European Fisheries Law : The Implementation and the Enforcement of the Common Fisheries Policy in the Netherlands and in the United Kingdom, Martinus Nijhoff Publishers, 1999, 334 p. (ISBN 978-90-411-1263-7)
- (en) The Common Agricultural Policy of the European Community : Principles and Consequences, International Monetary Fund, 1988, 86 p. (ISBN 978-1-4552-5933-5)
- (en) Francis G. Snyder, Law of the common agricultural policy, Sweet & Maxwell, coll. « Modern legal studies », 1985, 181 p. (ISBN 978-0-421-31880-9)

En espagnol
- (es) Thomas Højrup et Klaus Schriewer, La Pesca Europea ante un Cambio Irreversiblevolume=1, EDITUM, coll. « Estudios Europeos », 2012, 581 p. (ISBN 978-84-15463-15-3)
- (es) Jaime Lamo De Espinosa, La nueva política agraria de la Unión Europea, vol. 11, Encuentro, coll. « Oikos nomos : ensayos para una nueva construcción », 1998, 152 p. (ISBN 978-84-7490-466-6)
- (es) José Luis Ortega Sada, La Unión Europea (UE), la Política Agraria Común (PAC), los acuerdos del GATT y la reforma, Ministerio de Agricultura, Pesca y Alimentación, 1996, 224 p. (ISBN 978-84-491-0228-8)

En français
- Hélène Delorme, La politique agricole commune : Anatomie d'une transformation, Presses de Sciences po, 2004, 402 p. (ISBN 978-2-7246-0904-2)
- Eve Fouilleux, La politique agricole commune et ses réformes : Une politique européenne à l'épreuve de la globalisation, L'Harmattan, coll. « Logiques politiques », 2003, 403 p. (ISBN 978-2-7475-4680-5)
- Cathérine Flaesch-Mougin, Danielle Charles-Le Bihan et Christian Lequesne, La politique européenne de la pêche : Vers un développement durable ?, Apogée, 2003, 270 p. (ISBN 978-2-84398-132-6)
- Christian Lequesne, L'Europe bleue : A quoi sert une politique communautaire de la pêche ?, Presses de Sciences Po, 2001, 239 p. (ISBN 978-2-7246-0839-7)
- Parlement européen, Manuel de la Politique Commune de la Pêche : La contribution du Parlement européen pour la construction de L'Europe bleue, vol. 2, Office des Publications Officielles des Communautés Européennes, coll. « Dossiers d'études et documentation / Parlement europeen, Direction générale des etudes. E-2, Série Agriculture, pêche, forêts », 1994, 424 p. (ISBN 978-92-823-0594-2)

En italien
- (it) Gaetan Burgio et Simone Vieri, La politica agricola comune e la gestione dei disastri ambientali : Il ruolo dell'agricoltura, Università La Sapienza, 2011, 167 p. (ISBN 978-88-95814-40-7)
- (it) Cristiana Fioravanti, Il diritto comunitario della pescavolume=11, Wolters Kluwer Italia, coll. « Quaderni del Centro di documentazione e studi sulle Comunità europee », 2007, 343 p. (ISBN 978-88-13-27268-5)
- (it) Ettore Casadei et Giulio Sgarbanti, Il nuovo diritto agrario comunitario : Riforma della politica agricola comune, allargamento dell'Unione e Costituzione europea, diritto alimentare e vincoli internazionali, vol. 51, A. Giuffrè, coll. « Pubblicazioni dell'Istituto di diritto agrario internazionale e comparato », 2005, 724 p. (ISBN 978-88-14-12176-0)
- (it) Simone Vieri, Politica agraria : Comunitaria, nazionale e regionale, Edagricole, coll. « Azienda agraria », 2001, 317 p. (ISBN 978-88-506-0067-0)

En polonais
- (pl) Mieczysław Adamowicz, Wspólna polityka rolna Unii Europejskiej : Uwarunkowania, mechanizmy, efekty, vol. 49, Wydawnictwo Szkoły Głównej Gospodarstwa Wiejskiego, coll. « Polityki Agrarnej i Marketingu », 2009, 396 p. (ISBN 978-83-7583-101-6)
- (pl) Stanisław Szumski, Wspólna polityka rolna Unii Europejskiej, Wydawnictwa Akademickie i Profesjonalne, coll. « Studia Europejskie », 2007, 288 p. (ISBN 978-83-60501-21-4)

En tchèque
- (cs) Zdeněk Lukáš et Pavel Neumann, Společná zemědělská politika EU : Egionální a strukturální politika EU, Vysoká škola ekonomická, Fakulta mezinárodních vztahů, 2000, 139 p. (ISBN 978-80-245-0064-5)

#### Politique environnementale et énergétique
En anglais
- (en) Samuel R. Schubert, Johannes Pollak et Maren Kreutler, Energy Policy of the European Union, Palgrave Macmillan, coll. « The European Union Series », 2016, 336 p. (ISBN 978-1-137-38884-1)
- (en) Andrew Jordan et Camilla Adelle, Environmental Policy in the EU : Actors, Institutions and Processes, Routledge, 2013, 392 p. (ISBN 978-1-84971-468-6)
- (en) Vicki Birchfield et John Duffield, Toward a Common European Union Energy Policy : Problems, Progress, and Prospects, Palgrave Macmillan, 2011, 302 p. (ISBN 978-0-230-11319-0)
- (en) Andrew Jordan et Dave Huitema, Climate Change Policy in the European Union : Confronting the Dilemmas of Mitigation and Adaptation ?, Cambridge University Press, 2010, 284 p. (ISBN 978-1-139-48602-6)

En français
- Sophie Baziadoly, La politique européenne de l'environnement, Primento, coll. « Droit(s) et développement durable », 2014, 224 p. (ISBN 978-2-8027-4776-5)
- Bruno De Kerckhove, Les programmes d'aide et de financement européens dans le domaine de l'environnement, Wolters Kluwer, 2014, 138 p. (ISBN 978-90-465-6314-4)
- François Mirabel, La déréglementation des marchés de l'électricité et du gaz : Les grands enjeux économiques, Paris, Presses des Mines, coll. « Collection Développement durable », 2012, 180 p. (ISBN 978-2-911256-85-1)
- Quelle politique de l'énergie pour l'Union européenne ? : Entre les compétences des États et le fonctionnement des marchés, quelle peut être la place d'une politique européenne de l'énergie ?, Institut Montaigne, 2007, 109 p. (ISSN 1771-6764)
- Ivan Conesa Alcolea et Mathieu Bousquet, L'eau et l'Union européenne : Un guide sur la politique, sa mise en œuvre et ses instruments, Ifremer, 2004, 168 p. (ISBN 978-2-84433-062-8)

#### Politique régionale et locale
En allemand
- (de) Stefan Fröhlich, Die Europäische Union als globaler Akteur : Eine Einführung, Wiesbaden, Springer-Verlag, coll. « Studienbücher Außenpolitik und Internationale Beziehungen », 2014, 356 p. (ISBN 978-3-658-01982-2)
- (de) Ivana Urbanová, Die Einbeziehung der EU-Beitrittskandidaten in die Regionalpolitik der Europäischen Union unter Berücksichtigung der Euroregionen, GRIN Verlag, 2007, 144 p. (ISBN 978-3-638-71714-4)
- (de) Markus Lueske, Regionale Disparitäten in der Europäischen Union : Ursachen und Konsequenzen, GRIN Verlag, 2004, 31 p. (ISBN 978-3-638-28493-6)
- (de) Thomas Apolte, Regionale Integration und Osterweiterung der Europäischen Union, Lucius & Lucius DE, coll. « Schriften zu Ordnungsfragen der Wirtschaft », 2003, 543 p. (ISBN 978-3-8282-0278-8, ISSN 1432-9220)
- (de) Michael Fliehr, Europäische Struktur und Regionalpolitik, GRIN Verlag, 2003, 38 p. (ISBN 978-3-638-20194-0)
- (de) Europäische Union, europäische Regionalpolitik, vol. 35, Thomas-Dehler-Institut, coll. « Liberales Forum », 1984, 161 p.

En anglais
- (en) Michael Baun et Dan Marek, Cohesion Policy in the European Union, Palgrave Macmillan, coll. « The European Union Series », 2014, 272 p. (ISBN 978-1-137-47192-5)
- (en) Juan R. Cuadrado-Roura et Marti Parellada, Regional Convergence in the European Union : Facts, Prospects and Policies, Springer Science & Business Media, coll. « Advances in Spatial Science », 2013, 368 p. (ISBN 978-3-662-04788-0)

En espagnol
- (es) Teresa Parejo Navajas, La estrategia territorial europea : La percepción comunitaria del uso del territorio, El Instituto Pascual Madoz del Territorio, Urbanismo y Medio Ambiente de la Universidad Carlos III de Madrid y Marcial Pons, 2004, 476 p. (ISBN 978-84-9768-148-3)

En français
- Marjorie Jouen, La politique européenne de cohésion, Paris, La Documentation française, coll. « Réflexe Europe », 2011, 188 p. (ISBN 978-2-11-008330-2)
- Laurent Malo, Autonomie locale et Union européenne, Groupe de Boeck, 2010, 719 p. (ISBN 978-2-8027-2810-8)
- Élissalde Bernar, Santamaria Frédéric et Peyralbes Aude, Lexique de l'aménagement du territoire européen, Lavoisier, 2008, 264 p. (ISBN 978-2-7430-1866-5)
- Jean-Philippe Peuziat, La politique régionale de l'Union européenne : Entre expertise et réforme, L'Harmattan, coll. « Inter-national Sciences-Po-Strasbourg », 2004, 136 p. (ISBN 978-2-7475-7649-9)
- François Perrin, La politique régionale et la Communauté économique européenne, vol. 7, Cujas, coll. « Cahiers de l'Institut d'études politiques de l'Université des sciences sociales de Grenoble », 1970, 248 p.

En italien
- (it) Isabella Mozzoni, Geografia della politica di coesione europea, vol. 4, Rome, Aracne, coll. « Geografia economico-politica », 2012, 284 p. (ISBN 978-88-548-4801-6)
- (it) Francesco Mastronardi et Giampiero Valeriani, La politica di coesione nell'Europa a 27 : Le risorse comunitarie per il periodo 2007-2013, Edizioni Giuridiche Simone, coll. « Bussola », 2006, 316 p. (ISBN 978-88-244-7542-6)
- (it) Alessandro Rotilio, Francesca Alfano et Sabrina Raschella, I fondi strutturali e le politiche del territorio, Halley Editrice, 2006, 240 p. (ISBN 978-88-7589-097-1)
- (it) Massimo Bugarani et Antonio Bonetti, Politiche regionali e fondi strutturali, Rubbettino Editore, 2005, 295 p. (ISBN 978-88-498-1409-5)

#### Politique culturelle, éducative et sportive
En allemand
- (de) Jürgen Gerhards et Holger Lengfeld, Wir, ein europäisches Volk? : Sozialintegration Europas und die Idee der Gleichheit aller europäischen Bürger, Wiesbaden, Springer-Verlag, coll. « Neue Bibliothek der Sozialwissenschaften », 2013, 249 p. (ISBN 978-3-658-01530-5)
- (de) Jürgen Gerhards, Kulturelle Unterschiede in der Europäischen Union : Ein Vergleich zwischen Mitgliedsländern, Beitrittskandidaten und der Türkei, Springer-Verlag, 2008, 318 p. (ISBN 978-3-531-90069-8)
- (de) Hartmut Behr et Mathias Hildebrandt, Politik und Religion in der Europäischen Union : Zwischen nationalen Traditionen und Europäisierung, Springer-Verlag, coll. « Politik und Religion », 2007, 493 p. (ISBN 978-3-531-90517-4)

En anglais
- (en) Stefania Baroncelli, Roberto Farneti, Ioan Horga et Sophie Vanhoonacker, Teaching and Learning the European Union : Traditional and Innovative Methods, vol. 9, Dordrecht, Springer Science & Business Media, coll. « Innovation and Change in Professional Education », 2013, 248 p. (ISBN 978-94-007-7043-0)
- (en) John McCormick et Jonathan Olsen, The European Union : Politics and Policies, Westview Press, 2013, 278 p. (ISBN 978-0-8133-4899-5)
- (en) Evangelia Psychogiopoulou, Integration of Cultural Considerations in European Union Law and Policies, Martinus Nijhoff Publishers, 2008, 399 p. (ISBN 978-90-04-16239-6)
- (en) Annabelle Littoz-Monnet, European Policy Studies : European Union and Culture : Between Economic Regulation and European Cultural Policy, Manchester University Press, 2007, 189 p. (ISBN 978-1-84779-221-1)

En français
- Guillaume Robin et Jean-Charles Basson, Football, Europe et régulations, Villeneuve-d'Ascq, Presses universitaires Septentrion, coll. « Sports et sciences sociales », 2011, 247 p. (ISBN 978-2-7574-0217-7)
- Jean-Loup Chappelet, L'autonomie du sport en Europe, Strasbourg, Conseil de l'Europe, coll. « Politiques et pratiques sportives », 2010, 112 p. (ISBN 978-92-871-6719-4)
- Pervenche Beurier, Les politiques européennes de soutien au cinéma : Vers la création d'un espace cinématographique européen, Harmattan, 2004, 160 p. (ISBN 978-2-7475-6744-2)
- Jean-Michel De Waele et Alexandre Hustings, Sport et Union européenne, Université de Bruxelles, 1er novembre 2002, 180 p. (ISBN 978-2-8004-1265-8)
- Caroline Brossat, La culture européenne : Définitions et enjeux, Bruylant, 1999, 535 p. (ISBN 978-2-8027-1187-2)
- Jean Baubérot, Religion et laïcité dans l'Europe des 12, Syros, 1994, 300 p. (ISBN 978-2-84146-001-4)

#### Politique démographique et migratoire
En allemand
- (de) Marco Kaden, Die Migrationspolitik der EU : Notwendigkeit, Anspruch und Realität, Diplomarbeit, 2014, 71 p. (ISBN 978-3-8366-2945-4)
- (de) Christian Kaschner et Elisabeth Winter, Vor den Mauern Europas : Asylpolitik in Deutschland und der EU, GRIN Verlag, 2013, 281 p. (ISBN 978-3-656-51894-5)
- (de) Thomas Neumann, Migration in der Europäischen Union : Theoretische Erklärungsansätze, empirische Bestandsaufnahme und politische Handlungsmöglichkeiten, Diplomarbeit, 1996, 118 p. (ISBN 978-3-8324-3347-5)

En anglais
- (en) Steve Peers, EU Justice and Home Affairs Law : EU Immigration and Asylum Law, vol. 1, Oxford University Press, coll. « Oxford European Union Law Library », 2016, 558 p. (ISBN 978-0-19-877683-3)
- (en) Steve Peers, EU Justice and Home Affairs Law : EU Immigration and Asylum Law, vol. 2, Oxford University Press, coll. « Oxford European Union Law Library », 2016, 4e éd., 640 p. (ISBN 978-0-19-877683-3)
- (en) Ivan T. Berend, The Contemporary Crisis of the European Union : Prospects for the future, Routledge, coll. « Routledge Studies in the European Economy », 2016, 170 p. (ISBN 978-1-351-99823-9, présentation en ligne)
- Francesco Cherubini, Asylum Law in the European Union, Routledge, coll. « Routledge Research in Asylum, Migration and Refugee Law », 2014, 300 p. (ISBN 978-1-317-80445-1)
- (en) Dirk Van der Kaa, European Populations : Unity in Diversity, vol. 6, Springer Science & Business Media, coll. « European Studies of Population », 2012, 197 p. (ISBN 978-94-010-9022-3)
- (en) Wolfgang Lutz, Rudolf Richter et Chris Wilson, The New Generations of Europeans : Demography and Families in the Enlarged European Union, Routledge, 2010, 404 p. (ISBN 978-1-136-53578-9)
- (en) Eurostat, Regions of the European Union : A statistical portrait, Luxembourg, Office for Official Publications of the European Communities, coll. « Statistical books : General and regional statistics », 2008, 52 p. (ISBN 978-92-79-09804-8)
- Georgia Papagianni, Institutional and Policy Dynamics of Eu Migration Law, vol. 10, Martinus Nijhoff Publishers, coll. « Immigration And Asylum Law And Policy in Europe », 2006, 392 p. (ISBN 978-90-04-15279-3)

En français
- Philippe Icard, Les flux migratoires au sein de l'Union européenne, Bruylant, 2017, 306 p. (ISBN 978-2-8027-6036-8)
- Corinne Balleix, La politique migratoire de l'Union européenne, Paris, La Documentation Française, coll. « Réflexe Europe », 2013, 296 p. (ISBN 978-2-11-009268-7)
- Virginie Guiraudon, Les effets de l'européanisation des politiques d'immigration, L'Harmattan, 2010, 250 p. (ISBN 978-2-296-44713-4)
- Abdelkhaleq Berramdane et Jean Rossetto, La politique européenne d'immigration, Paris, Karthala Éditions, coll. « Hommes et sociétés », 2009, 312 p. (ISBN 978-2-8111-0233-3, présentation en ligne)
- Christine Bertrand, L'immigration dans l'Union européenne : Aspects actuels de droit interne et de droit européen, L'Harmattan, coll. « Questions sociologiques », 2008, 340 p. (ISBN 978-2-296-19612-4, présentation en ligne)
- Gérard Calot et Jean-Claude Chesnais, Le vieillissement démographique dans l'Union Européenne à l'horizon 2050, vol. 6, INRA Editions, coll. « Travaux et recherches de prospectives », 1997, 227 p. (ISBN 978-2-902940-13-4)

#### Politique linguistique
En allemand
- (de) Franz Lebsanft et Monika Wingender, Europäische Charta der Regional : oder Minderheitensprachen : Ein Handbuch zur Sprachpolitik des Europarats, De Gruyter, 2012, 445 p. (ISBN 978-3-11-024083-2)
- (de) Wolfgang Abbe, Bibliographie Europäische Sprachwissenschaf, Edition Loges, 2011, 103 p. (ISBN 978-3-943532-15-9)
- (de) Rüdiger Ahrens, Europäische Sprachenpolitik/European Language Policy, Heidelberg, Universitätsverlag Winter GmbH, 2003, 452 p. (ISBN 978-3-8253-1456-9)

En anglais
- (en) Gabrielle Hogan-Brun et Stefan Wolff, Minority Languages in Europe : Frameworks, Status, Prospects, Palgrave Macmillan, 2010, 256 p. (ISBN 978-0-230-21703-4)
- (en) Richard L. Creech, Law and Language in the European Union : The Paradox of a Babel « United in Diversity », Europa Law Publishing, 2007, 176 p. (ISBN 978-90-76871-83-7)
- (en) Máiréad Nic Craith, Europe and the Politics of Language : Citizens, Migrants and Outsiders, Palgrave Macmillan, coll. « Palgrave Studies in Minority Languages and Communities », 2005, 217 p. (ISBN 978-1-4039-1833-8)

En français
- Dominik Hanf, Klaus Malacek, Elise Muir et Peter Lang, Langues et construction européenne, Bruxelles, La Documentation française, coll. « Cahiers du Collège d'Europe », 2010, 286 p. (ISBN 978-90-5201-594-1, présentation en ligne)
- Claude Truchot, Europe, l'enjeu linguistique, Documentation française, coll. « Études » (no 5280), 2008, 153 p. (ISSN 1763-6191)
- José Carlos Herreras, L'Enseignement des langues étrangères dans les pays de l'Union européenne, vol. 92, Peeters Publishers, coll. « Bibliothèque des Cahiers de l'Institut de linguistique de Louvain » (no 5280), 1998, 401 p. (ISBN 978-9-0429-0025-7)

En italien
- (it) Rachele Raus, Multilinguismo e terminologia nell'Unione europea : Problematiche e prospettive, U. Hoepli, 2010, 210 p. (ISBN 978-88-203-4487-0)
- (it) Marco Mezzadri, Integrazione linguistica in Europa : Il quadro comune di riferimento per le lingue, UTET università, coll. « Le lingue di Babele », 2006, 246 p. (ISBN 978-88-6008-087-5)

### Droit

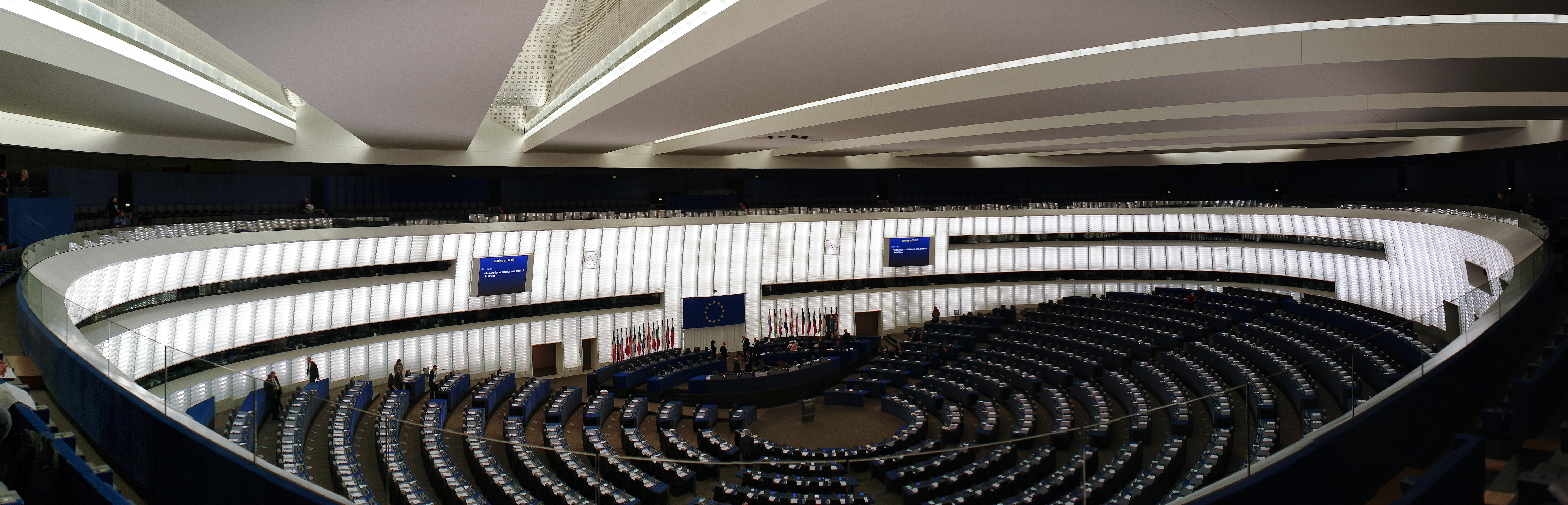
Le Parlement européen de Strasbourg, où se tiennent les séances plénières.

#### Ouvrages généraux sur le droit
En allemand
- (de) Martin Klamt, Die Europäische Union als streitbare Demokratie : Rechtsvergleichende und europarechtliche Dimensionen einer Idee, vol. 79, Herbert Utz Verlag, coll. « Europäisches und internationales Recht », 2012, 501 p. (ISBN 978-3-8316-4105-5, présentation en ligne)
- (de) Rudolf Streinz, Europarecht, vol. 12, Hüthig Jehle Rehm, coll. « Jura auf den [Punkt] gebracht », 2012, 528 p. (ISBN 978-3-8114-9776-4, présentation en ligne)
- (de) Hans-Wolfgang Arndt, Kristian Fischer et Thomas Fetzer, Europarecht, vol. 12, Hüthig Jehle Rehm, coll. « Jura auf den [Punkt] gebracht », 2010, 232 p. (ISBN 978-3-8114-9634-7, présentation en ligne)
- (de) Ulrich R. Haltern, Europarecht und das Politische, vol. 136, Mohr Siebeck, coll. « Jus publicum », 2005, 636 p. (ISBN 978-3-16-148704-0, présentation en ligne)
- (de) Antonius Opilio, Vertrag über die Europäische Union und der Vertrag zur Gründung der Europäischen Gemeinschaft : In einer synoptischen Gegenüberstellung des Standes dieser Verträge vor 1992, ab 1992, 1997 und 2001, Edition Europa Verlag, 2003, 429 p. (ISBN 978-3-901924-06-4, lire en ligne)

En anglais
- (en) Alina Kaczorowska-Ireland, European Union Law, Routledge, 2016, 4e éd., 1086 p. (ISBN 978-1-317-20007-9, présentation en ligne)
- (en) Paul Craig et Grainne De Burca, EU Law : Text, Cases and Materials, Oxford University Press, coll. « Text, Cases and Materials Series », 2011, 1148 p. (ISBN 978-0-19-927389-8, présentation en ligne)
- (en) Paul Craig et Grainne De Burca, EU Law : Text, Cases, and Materials, Oxford University Press, 2011, 1155 p. (ISBN 978-0-19-957699-9, présentation en ligne)
- (en) Damian Chalmers, European Union Law : Cases and Materials, Cambridge University Press, 2010, 1150 p. (ISBN 978-0-521-12151-4)

En espagnol
- (es) Enrique Linde Paniagua et Mariano Bacigalupo, Principios de derecho de la Unión Europea, Colex. Editorial Constitucion y Leyes, 2012, 6e éd., 592 p. (ISBN 978-84-8342-358-5)
- (es) José Antonio Moreno Molina, Luis Ortega Álvarez et Isabel Gallego Córcoles, Derecho comunitario europeo, vol. 3, Lex Nova, coll. « El derecho administrativo en la jurisprudencia », 2007, 460 p. (ISBN 978-84-8406-738-2, présentation en ligne)
- (es) Carlos Molina del Pozo, Derecho Comunitario, Cálamo, 2004, 153 p. (ISBN 978-84-95860-27-9)
- (es) Félix De la Fuente Pascual, Glosario jurídico-político de la Unión Europea, Tecnos, 2002, 347 p. (ISBN 978-84-309-3767-7)

En français
- Stéphane Leclerc, Droit de l'Union européenne 2017-2018 : Sources - Caractères - Contentieux, Gualino, coll. « Mémentos LMD », 2017, 240 p. (ISBN 978-2-297-06190-2)
- Louis Dubouis et Claude Blumann, Droit matériel de l'Union européenne, LGDJ, 2015, 880 p. (ISBN 978-2-275-04813-0)
- Marianne Dony, Droit de l'Union européenne, vol. 2, Bruxelles, Université de Bruxelles, coll. « UB lire », 2014, 5e éd., 830 p. (ISBN 978-2-8004-1555-0)
- Klaus-Dieter Borchardt, L'ABC du droit de l'Union européenne, Office des publications de l'Union européenne, 2010, 139 p. (ISBN 978-92-78-40527-4)
- Terry Olson et Paul Cassia, Le droit international, le droit européen, et la hiérarchie des normes, Presse universitaire française, mars 2006, 1re éd., 59 p. (ISBN 978-2-13-055494-3)
- Denys Simon, La directive européenne, Dalloz, coll. « Connaissance du droit : Droit public », 1997, 127 p. (ISBN 978-2-247-02647-0)

En italien
- (it) Antonio M. Calamia et Viviana Vigiak, Diritto dell'Unione europea, Giuffrè Editore, 2011, 368 p. (ISBN 978-88-14-16134-6, présentation en ligne)
- (it) Ugo Draetta, Elementi di diritto dell'Unione Europea : Parte istituzionale. Ordinamento e struttura dell'Unione Europea, Giuffrè Editore, 2009, 344 p. (ISBN 978-88-14-15233-7, présentation en ligne)
- (it) Massimo Fragola, Temi di diritto dell'Unione Europea, vol. 21, Giuffrè Editore, coll. « Università degli studi della Calabria, Dipartimento di scienze giuridiche, Area giuspubblicistica », 2008, 133 p. (ISBN 978-88-14-14331-1, présentation en ligne)

En polonais
- (pl) Jarosław Sozański, Prawa człowieka w Unii Europejskiej po trktacie Lizbońskim, PWP Iuris, coll. « Unia Europejska », 2013, 269 p. (ISBN 978-83-89363-71-8, présentation en ligne)
- (pl) Jarosław Sozański, Prawo Unii Europejskiej, PWP Iuris, 2010, 208 p. (ISBN 978-83-89363-74-9, présentation en ligne)

En tchèque
- (cs) Martin Janků, Evropská unie : Právní systém evropských společenství, Computer Press, 2002, 163 p. (ISBN 978-80-7226-806-1)

En néerlandais
- (nl) Fabian Amtenbrink et Hans Vedder, Recht van de Europese Unie, Boom Juridische uitgevers, 2006, 581 p. (ISBN 978-90-5454-662-7)
- (nl) Paul Joan George Kapteyn, Het recht van de Europese Unie en van de Europese Gemeenschappen, Kluwer, 2003, 1370 p. (ISBN 978-90-268-3415-8)

#### Droit primaire

##### Traités
En allemand
- (de) Hein Kötz, Europäisches Vertragsrecht, Mohr Siebeck, 2015, 549 p. (ISBN 978-3-16-153767-7, présentation en ligne)
- (de) Karl Riesenhuber, System und Prinzipien des Europäischen Vertragsrechts, Walter de Gruyter, 2003, 660 p. (ISBN 978-3-89949-047-3, présentation en ligne)
- (de) Christian Von Bar, Grundregeln des Europäischen Vertragsrechts : Teile I und II, Sellier, 2002, 570 p. (ISBN 978-3-935808-01-9)

En anglais
- (en) F. Laursen, Designing the European Union : From Paris to Lisbon, Springer, coll. « Palgrave Studies in European Union Politics », 2012, 317 p. (ISBN 978-0-230-36757-9, présentation en ligne)
- (en) R. H. Van Ooik et T. A. J. A. Vandamme, European Basic Treaties : Treaty on European Union, Treaty on the Functioning of the EU, Charter of Fundamental Rights of the EU, Treaty of Lisbon, Kluwer, 2010, 242 p. (ISBN 978-90-411-3274-1)

En français
- Jean-Claude Zarka, Traités européens : les points clés des traités qui ont rythmé l'histoire de la construction de l'Union européenne, Issy-les-Moulineaux, Gualino Éditeur, 2019, 46 p. (ISBN 978-2-297-07493-3)
- Valéry Giscard d'Estaing, La Constitution pour l'Europe, Albin Michel, 2015, 400 p. (ISBN 978-2-226-33880-8, présentation en ligne)
- Jean-Claude Zarka, Traités européens 2016-2017 : Les points clés des traités qui ont rythmé l'histoire de la construction de l'Union européenne, Issy-les-Moulineaux, Gualino éditeur, 2016, 46 p. (ISBN 978-2-297-05527-7)
- François-Xavier Priollaud et David Siritzky, Les traités européens après le traité de Lisbonne : Textes comparés, Paris, La Documentation française, 2010, 434 p. (ISBN 978-2-11-008077-6)
- Vlad Constantinesco, Robert Kovar et Denys Simon, Traité sur l'Union Européenne (signé à Maastricht le 7 février 1992) : Commentaire article par article, Economica, 1995, 1000 p. (ISBN 978-2-7178-2757-6)

En italien
- (it) Ulrico Hoepli, Trattati dell'Unione Europea, Hoepli Editore, 2012, 143 p. (ISBN 978-88-203-5536-4, présentation en ligne)
- (it) Antonio Tizzano, Trattati dell'Unione europea e della Comunità europea, Giuffrè, coll. « Le fonti del diritto italiano », 2004, 1452 p. (ISBN 978-88-14-10275-2)

En polonais
- (pl) Jarosław Sozański, Traktat Lizboński, Polskie Wydawnictwo Prawnicze IURIS, 2010, 299 p. (ISBN 978-83-89363-73-2)

###### Traités constitutifs
- Traité instituant la Communauté européenne du charbon et de l'acier, 1951 (lire en ligne)
- Traité instituant la Communauté économique européenne, 1957 (lire en ligne)
- Traité instituant la Communauté européenne de l'énergie atomique, 1957 (lire en ligne)
- Traité instituant la Communauté européenne, 31 mars 1992 (lire en ligne)
- Traité sur l'Union européenne, 29 juillet 1992 (lire en ligne)
- Traité instituant la Communauté européenne de l'énergie atomique, 1996 (lire en ligne) (version consolidée non officielle)
- Traité instituant la Communauté européenne, 10 novembre 1997 (lire en ligne)
- Traité sur l'Union européenne, 10 novembre 1997 (lire en ligne)
- Traité instituant la Communauté européenne, 24 décembre 2002 (lire en ligne)
- Traité sur l'Union européenne, 24 décembre 2002 (lire en ligne)
- Versions consolidées du traité sur l'Union européenne et du traité instituant la Communauté européenne, 29 décembre 2006 (lire en ligne)
- Versions consolidées du traité sur l'Union européenne et du traité sur le fonctionnement de l'Union européenne, 9 mai 2008 (lire en ligne)
- Versions consolidées du traité sur l'Union européenne et du traité sur le fonctionnement de l'Union européenne, 30 mars 2010 (lire en ligne)
- Version consolidée du traité instituant la Communauté européenne de l'énergie atomique, 30 mars 2010 (lire en ligne)

###### Traités modificatifs
- Protocole sur les Antilles néerlandaises, 1er octobre 1964 (lire en ligne)
- Protocole n° 36 sur les privilèges et immunités des Communautés européennes, 1965 (lire en ligne)
- Traité de fusion, 13 juillet 1967 (lire en ligne)
- Traité modifiant certaines dispositions budgétaires, 2 janvier 1971 (lire en ligne)
- Traité modifiant certaines dispositions financières, 31 décembre 1977 (lire en ligne)
- Protocole sur les statuts de la Banque européenne d'investissement, 6 avril 1978 (lire en ligne)
- Traité sur le Groenland, 1er février 1985 (lire en ligne)
- Acte unique européen, 29 juin 1987 (lire en ligne)
- Traité d'Amsterdam, 10 novembre 1997 (lire en ligne)
- Traité de Nice, 10 mars 2001, 87 p. (lire en ligne)
- Traité de Lisbonne modifiant le traité sur l'Union européenne et le traité instituant la Communauté européenne, Lisbonne, 17 décembre 2007 (ISSN 1725-2431, lire en ligne)
- Rectificatifs : Procès-verbal de rectification du traité de Lisbonne modifiant le traité sur l'Union européenne et le traité instituant la Communauté européenne, signé à Lisbonne le 13 décembre 200, 30 novembre 2009 (lire en ligne)

###### Traités d'adhésion
- Adhésion du Royaume-Uni, du Danemark et de l'Irlande, 27 mars 1972 (lire en ligne)
- Décision d'adaptation de l'adhésion du Royaume-Uni, du Danemark et de l'Irlande, 1er janvier 1973 (lire en ligne)
- Adhésion de la Grèce, 19 novembre 1979 (lire en ligne)
- Adhésion de l'Espagne et du Portugal, 15 novembre 1985 (lire en ligne)
- Adhésion de l'Autriche, de la Finlande et de la Suède, 29 août 1994 (lire en ligne)
- Décision d'adaptation de l'adhésion de l'Autriche, de la Finlande et de la Suède, 1er janvier 1995 (lire en ligne)
- Adhésion de la République tchèque, de l'Estonie, de Chypre, de la Lettonie, de la Lituanie, de la Hongrie, de Malte, de la Pologne, de la Slovénie et de la Slovaquie, 23 septembre 2003 (lire en ligne)
- Appendices des annexes IV, V, VII, VIII, IX, X, XI, XII, XIII et XIV de l'acte relatif aux conditions d'adhésion de la République tchèque, de l'Estonie, de Chypre, de la Lettonie, de la Lituanie, de la Hongrie, de Malte, de la Pologne, de la Slovénie et de la Slovaquie, 23 septembre 2003 (lire en ligne)
- Documents concernant l'adhésion de la République de Bulgarie et de la Roumanie à l'Union européenne, 21 juin 2005 (lire en ligne)
- Traité d'adhésion de la Croatie à l'Union européenne, 24 avril 2012 (lire en ligne)

###### Autres traités
- Charte des droits fondamentaux de l'Union européenne, 30 mars 2010 (lire en ligne)
- Traité établissant une Constitution pour l'Europe, 16 décembre 2004 (lire en ligne)
- Convention d'application de l'accord de Schengen, 19 juin 1990 (lire en ligne)
- Acquis de Schengen, 22 septembre 2000 (lire en ligne)
- Traité sur la stabilité, la coordination et la gouvernance au sein de l'Union économique et monétaire, 25 p. (lire en ligne)
- Traité instituant le mécanisme européen de stabilité (lire en ligne)

##### Interprétation des traités
En allemand
- (de) Antonius Opilio, Vertrag über die Europäische Union und der Vertrag zur Gründung der Europäischen Gemeinschaft : In einer synoptischen Gegenüberstellung des Standes dieser Verträge vor 1992, ab 1992, 1997 und 2001, Edition Europa Verlag, 2003, 429 p. (ISBN 978-3-901924-06-4, lire en ligne)
- (de) Erhard Busek et Waldemar Hummer, Der Europäische Konvent und sein Ergebnis : Eine Europäische Verfassung : ausgewählte Rechtsfragen samt Dokumentation, Böhlau Verlag Wien, 2004, 379 p. (ISBN 978-3-205-77227-9, présentation en ligne)

En anglais
- (en) Hermann-Josef Blanke et Stelio Mangiameli, Treaty on European Union (TEU) : A Commentary, Springer, janvier 2013, 1821 p. (ISBN 978-3-642-31705-7)
- (en) Sander Luitwieller, The Black Box of the Nice Treaty Negotiations : The influence of Dutch cabinet, Erasmus Universiteit Rotterdam, 2009, 457 p. (ISBN 978-90-8559-518-2)
- (en) Thomas Köning et Simon Hug, Policy-making processes and the European Constitution : A comparative study of member states and accession countries, ECPR, Routledge, 2006, 272 p. (ISBN 978-0-415-38507-7)
- (en) Kirstyn Inglis et Andrea Ott, The Constitution for Europe and an Enlarging Union : Unity in Diversity ?, Europa Law Publishing, 2005, 306 p. (ISBN 978-90-76871-38-7)
- (en) Andrew Duff, The Treaty of Amsterdam, Sweet & Maxwell, 1997, 322 p. (ISBN 978-0-901573-67-4)
- (en) Richard Corbett, The Treaty of Maastricht : From Conception to Ratification : a Comprehensive Reference Guide, Longman Group UK, 1993, 512 p. (ISBN 978-0-582-20906-0)
- (en) Armin Von Bogdandy et Jürgen Bast, Principle of European Constitutionnal Law, Hart Publishing, coll. « Modern studies in European law », 2011, 806 p. (ISBN 978-1-84113-822-0)
- (en) Wojciech Sadurski, Constitutionalism and the enlargment of Europe, Oxford University Press, 2012, 234 p. (ISBN 978-0-19-969678-9, présentation en ligne)
- (en) Gráinne De Búrca et Joanne Scott, Constitutional change in the EU : From uniformity to flexibility, Oxford, Hart Publishing, 2000, 372 p. (ISBN 1-84113-103-2, présentation en ligne)

En français
- Jean-Claude Zarka, Traités européens : Les points clés des traités qui ont rythmé l'histoire de la construction de l'Union européenne, Paris, Gualino Éditeur, 2015, 48 p. (ISBN 978-2-297-04847-7)
- Les traités de Rome, Maastricht, Amsterdam et Nice : Textes comparés, La Documentation française, 1er mars 2002, 336 p. (ISBN 978-2-11-005116-5)
- Philippe Léger (dir.), Commentaire article par article des traités UE et CE : De Rome à Lisbonne, Bruylant, Dalloz, Helbing & Lichtenhahn, 2000, 2e éd., 2272 p. (ISBN 978-2-247-08795-2)
- Jean De Ruyt, L'acte unique européen, Université de Bruxelles, coll. « Études européennes », 1989, 2e éd., 389 p. (ISBN 978-2-8004-0962-7)

#### Droit dérivé

##### Droit institutionnel
En anglais
- (en) Adam Lazowski et Steven Blockmans, Research Handbook on EU Institutional Law, Edward Elgar Publishing, coll. « Research Handbooks in European Law series », 2016, 520 p. (ISBN 978-1-78254-474-6, présentation en ligne)
- Kieran Bradley, A Handbook of Eu Institutional Law, Hart Publishing, coll. « Modern Studies in European Law Series », 2014, 388 p. (ISBN 978-1-84113-247-1)
- Bart Driessen, Transparency in EU Institutional Law : A Practitioner's Handbook, Cameron May, 2008, 323 p. (ISBN 978-1-905017-72-0, présentation en ligne)

En espagnol
- (es) Molina Del Pozo et Carlos Francisco, Derecho comunitario, Cálamo Producciones Editoriales, coll. « Manuales Basicos », 2004, 466 p. (ISBN 978-84-95860-27-9)

En français
- Jean-Paul Jacqué, Droit institutionnel de l'Union européenne, Dalloz, coll. « Cours droit public », 2015, 750 p. (ISBN 978-2-247-15554-5)
- Isabelle Bosse-Platière et Cécile Rapoport, L'État tiers en droit de l'Union européenne, Primento, coll. « Collection droit de l'Union européenne - Colloques », 2014, 504 p. (ISBN 978-2-8027-4630-0, présentation en ligne)
- Denys Simon, Flavien Mariatte et Dominique Ritleng, Contentieux de l'Union européenne : Carence, Responsabilité, vol. 1, Rueil-Malmaison, Wolters Kluwer France, coll. « Lamy Axe droit », 2011, 390 p. (ISBN 978-2-7212-1307-5, ISSN 1954-8516)
- Denys Simon, Flavien Mariatte et Rodolphe Muñoz, Contentieux de l'Union européenne : Annulation, exception d'illégalité, vol. 2, Wolters Kluwer France, coll. « Lamy Axe droit », 2011, 275 p. (ISBN 978-2-7212-1413-3)
- Denys Simon, Christophe Soulard, Anne Rigaux et Rodolphe Muñoz, Contentieux de l'Union européenne : Renvoi préjudiciel, recours en manquement, vol. 3, Rueil-Malmaison, Wolters Kluwer France, coll. « Lamy Axe droit », 2011, 385 p. (ISBN 978-2-7212-1433-1)
- Sean Van Raepenbusch, Droit institutionnel de l'Union européenne, Bruxelles, Larcier, coll. « Faculté de droit de l'université de Liège », 2011, 781 p. (ISBN 978-2-8044-3979-8)
- Joël Rideau, Droit institutionnel de l'Union européenne, Paris, LGDJ, 21 septembre 2010, 1464 p. (ISBN 978-2-275-03381-5)
- Jean-Paul Jacqué, Droit institutionnel de l'Union européenne, Dalloz-Sirey, coll. « Cours droit public », 2006, 779 p. (ISBN 978-2-247-06989-7)
- Joël Rideau, Droit institutionnel de l'Union et des Communautés européennes, LGDJ, 2004, 1281 p. (ISBN 978-2-275-03012-8)
- Jean Boulouis, Droit institutionnel de l'Union européenne, Montchrestien, 1997, 407 p. (ISBN 978-2-7076-1013-3)
- Louis Dubouis et Claude Gueydan, Grands textes de droit communautaire et de l'Union européenne, Dalloz, 1996, 1046 p. (ISBN 978-2-247-02078-2)

##### Jurisprudence
En anglais
- (en) Anne-Marie Slaughter, Alec Stone Sweet et Joseph Weiler, The European Court and National Courts : Doctrine & Jurisprudence : Legal Change in its Social Context, Bloomsbury Publishing, 1998, 448 p. (ISBN 978-1-84731-151-1)

En français
- Michaël Karpenschif et Cyril Nourissat, Les grands arrêts de la jurisprudence de l'Union européenne, Paris, Presses universitaires de France, coll. « Thémis. Droité », 2014, 515 p. (ISBN 978-2-13-063346-4)

#### Droit privé

##### Droits de l'homme
En anglais
- (en) Stefano Ruggeri, Human Rights in European Criminal Law : New Developments in European Legislation and Case Law after the Lisbon Treaty, Cham, Springer, 2015, 317 p. (ISBN 978-3-319-12042-3, présentation en ligne)
- (en) Giacomo Di Federico, The EU Charter of Fundamental Rights : From Declaration to Binding Instrument, vol. 8, Dordrecht/New York, Springer Science & Business Media, coll. « Ius Gentium : Comparative Perspectives on Law and Justice », 2010, 320 p. (ISBN 978-94-007-0156-4, présentation en ligne)

En français
- Romain Tinière et Claire Vial, Protection des droits fondamentaux dans l'union européenne : Entre évolution et permanence, Bruylant, coll. « Collection droit de l'Union européenne », 2015, 416 p. (ISBN 978-2-8027-5185-4, présentation en ligne)
- Johan Callewaert, L'adhésion de l'Union européenne à la Convention européenne des droits de l'homme, Council of Europe, 2013, 109 p. (ISBN 978-92-871-7841-1, présentation en ligne)
- Laurent Coutron et Caroline Picheral, Charte des droits fondamentaux de l'Union européenne et Convention européenne des droits de l'homme, Primento, coll. « Collection droit de la Convention européenne des droits de l'homme », 2012, 172 p. (ISBN 978-2-8027-3894-7, présentation en ligne)
- Mercedes Candela Soriano, Les droits de l'homme dans les politiques de l'Union européenne, Éditions Larcier, coll. « Convention européenne », 2006, 283 p. (ISBN 978-2-8044-2078-9)

##### Droit pénal
En anglais
- (en) Steve Peers, EU Justice and Home Affairs Law : EU Criminal Law, Policing, and Civil Law, vol. 2, Oxford University Press, coll. « Oxford European Union Law Library », 2016, 4e éd., 1396 p. (ISBN 978-0-19-108267-2, présentation en ligne)
- (en) Samuli Miettinen, Criminal Law and Policy in the European Union, vol. 3, Londres, Routledge, coll. « Routledge research in European Union law », 2013, 248 p. (ISBN 978-0-415-47426-9, présentation en ligne)
- (en) Maria Fletche et William C. Gilmore, EU Criminal Law and Justice, Edward Elgar Publishing, coll. « Elgar European Law Series », 2010, 256 p. (ISBN 978-1-84844-388-4, présentation en ligne)

En espagnol
- (es) Beatriz Fernández Ogallar, El derecho penal armonizado de la Unión Europea, Editorial Dykinson, 2014, 436 p. (ISBN 978-84-9031-897-3, présentation en ligne)
- (es) Luis Arroyo Zapatero et Marta Muñoz de Morales Romero, El derecho penal de la Unión Europea : Situación actual y perspectivas de futuro, vol. 5, Univ de Castilla La Mancha, coll. « Marino Barbero Santos », 2007, 377 p. (ISBN 978-84-8427-548-0, présentation en ligne)

En français
- Daniel Flore, Droit pénal européen : Les enjeux d'une justice pénale européenne, Primento, 2014, 844 p. (ISBN 978-2-8044-6837-8, présentation en ligne)
- Eliette Rubi-Cavagna, L'essentiel du droit pénal de l'Union européenne, Gualino éditeur, 2014, 144 p. (ISBN 978-2-297-04346-5)
- Loïc Azoulai et Laurence Burgorgue-Larsen, Le mandat d'arrêt européen, Émile Bruylant, 2006, 274 p. (ISBN 978-2-8027-2193-2)

En néerlandais
- (nl) Gert Vermeulen, Basisteksten internationaal en Europees Strafrecht, Maklu, 2016, 9e éd., 802 p. (ISBN 978-90-466-0799-2, présentation en ligne)

##### Droit des affaires
En anglais
- (en) Ariel Ezrachi, EU Competition Law : An analytical guide to the leading cases, Hart Publishing, 2012, 545 p. (ISBN 978-1-84946-340-9)
- (en) Wouter Devroe, Sourcebook on EU Competition Law, Larcier, 2012, 948 p. (ISBN 978-2-8044-5401-2)

En français
- Manuels Larcier et Viviane De Beaufort, Droit européen des affaires et politiques européennes, Éditions Larcier, 2017, 360 p. (ISBN 978-2-8044-9654-8, présentation en ligne)
- Grégory Godiveaun et Stéphane Leclerc, Droit du marché intérieur de l'Union européenne : Les libertés de circulation et de concurrence, Gualino éditeur, coll. « Logiques juridiques », 2016, 518 p. (ISBN 978-2-297-03665-8)
- Khédija Ben Dahmen, Interactions du droit international et du droit de l'Union européenne : Un pluralisme juridique rénové en matière de propriété industrielle, Paris, L'Harmattan, coll. « Logiques juridiques », 2013, 663 p. (ISBN 978-2-296-99771-4, présentation en ligne)
- Gilbert Parléani, Droit des affaires de l'Union européenne, Paris, LexisNexis, 2010, 583 p. (ISBN 978-2-7110-1156-8)
- Alfonso Mattera, Le marché unique européen : Ses règles, son fonctionnement, Paris, Jupiter, 1990, 775 p. (ISBN 2-7060-0029-5)

En italien
- (it) Alberto Santa Maria, Diritto commerciale europeo, Giuffrè Editore, 2008, 737 p. (ISBN 978-88-14-14301-4, présentation en ligne)

##### Droit du travail
En français
- Bertrand Favreau, La Charte des droits fondamentaux de l'Union européenne après le Traité de Lisbonne : [actes du colloque tenu le 16 mai 2008 à Luxembourg, Bruxelles, Groupe de Boeck, 2010, 382 p. (ISBN 978-2-8027-2864-1)
- Marc Richevaux et Dan Christian Top, La protection des droits des travailleurs dans l'Union européenne, L'Harmattan, coll. « L'esprit économique », 2008, 110 p. (ISBN 978-2-296-19637-7, présentation en ligne)

En italien
- (it) Raffaele Foglia et Roberto Cosio, Il diritto del lavoro nell'Unione Europea, Giuffrè Editore, 2011, 868 p. (ISBN 978-88-14-15620-5, présentation en ligne)
- (it) Franco Carinci et Alberto Pizzoferrato, Diritto del lavoro dell'Unione Europea, UTET Giuridica, 2011, 1032 p. (ISBN 978-88-598-0154-2)
- (it) Andrea Di Francesco, Lezioni di diritto privato europeo del lavoro, Giuffrè Editore, 2007, 265 p. (ISBN 978-88-14-13402-9, présentation en ligne)

##### Droit de l'environnement
En anglais
- (en) Suzanne Kingston, European Perspectives on Environmental Law and Governance, Routledge, 2013, 252 p. (ISBN 978-1-136-21889-7, présentation en ligne)
- (en) J. H. Jans et Hans Vedder, European Environmental Law : After Lisbon, Europa Law Publishing, 2012, 560 p. (ISBN 978-90-8952-106-4)
- (en) Elli Louka, Conflicting Integration : The Environmental Law of the European Union, Intersentia, 2004, 310 p. (ISBN 978-90-5095-360-3, présentation en ligne)
- (en) Alexandre Kiss et Dinah Shelton, Manual of European Environmental Law, Cambridge University Press, 1997, 622 p. (ISBN 978-0-521-59888-0, présentation en ligne)

En français
- Marc Clément, Droit européen de l'environnement : Jurisprudence commentée, Primento, 2013, 622 p. (ISBN 978-2-8044-5667-2, présentation en ligne)
- Raphaël Romi, Droit international et européen de l'environnement, Paris, Montchrestien, 2013, 318 p. (ISBN 978-2-7076-1736-1)

En italien
- (it) Roberto Giuffrida, Diritto europeo dell'ambiente, Giappichelli, 2012, 332 p. (ISBN 978-88-348-2723-9)

### Économie
En allemand
- (de) Ernst-Joachim Mestmäcker, Wirtschaft und Verfassung in der Europäischen Union : Beiträge zu Recht, Theorie und Politik der europäischen Integration, vol. 184, Nomos, coll. « Wirtschaftsrecht und Wirtschaftspolitik », 2003, 701 p. (ISBN 978-3-7890-8159-0)
- (de) Wolfgang Lücke, Europäische Wirtschaft der 90er Jahre : Interdisziplinäre Betrachtungen zum EG-Binnenmarkt, Springer-Verlag, 2013, 345 p. (ISBN 978-3-322-83739-4)
- (de) Tobias Kollmann et Ina Kayser, Digitale Strategien in der Europäischen Union : Rahmenbedingungen und Entwicklungsmöglichkeiten, Wiesbaden, Springer-Verlag, 2011, 218 p. (ISBN 978-3-8349-6617-9, présentation en ligne)
- (de) Christian Watrin, Recht und Wirtschaft der Europäischen Union, vol. 6, Walter de Gruyter, coll. « Schriften des Rechtszentrums für Europäische und Internationale Zusammenarbeit », 1998, 241 p. (ISBN 978-3-11-015824-3, présentation en ligne)

En anglais
- (en) Beáta Farkas, Models of Capitalism in the European Union : Post-crisis Perspectives, Springer, 2016, 541 p. (ISBN 978-1-137-60057-8, présentation en ligne)
- (en) Charles Wyplosz, The Economics of European Integration, McGraw-Hill Education, 2012, 560 p. (ISBN 978-0-07-713172-2)
- (en) Theo Hitiris, European Union Economics, Pearson Education, 2003, 360 p. (ISBN 978-0-273-65537-4, présentation en ligne)

En espagnol
- (es) Eva María Buitrago Esquinas, Economía de la Unión Europea, Ediciones Pirámide, coll. « Economía Y Empresa », 2014, 432 p. (ISBN 978-84-368-2840-5)
- (es) Donato Fernández Navarrete, Fundamentos Económicos de la Unión Europea, Paraninfo, 2007, 411 p. (ISBN 978-84-9732-568-4, présentation en ligne)
- (es) Jaime De Pablo Valenciano, Cuestiones prácticas de economía de la Unión Europea, Editorial Paraninfo, 2007, 184 p. (ISBN 978-84-9732-537-0, présentation en ligne)
- (es) Sergio A. Berumen et Karen Arriaza Ibarra, Estructura económica de la Unión Europea, ESIC Editorial, coll. « Libros Profesionales de Empresa », 2006, 379 p. (ISBN 978-84-7356-462-5, présentation en ligne)
- (es) Josep María Jordán Galduf et Isidro Antuñano Maruri, Economía de la Unión Europea, Biblioteca Civitas Economía y Empresa, coll. « Economía », 2002, 611 p. (ISBN 978-84-470-1864-2)
- (es) Theo Hitiris et José Vallés, Economía de la Unión Europea, Pearson Educación, 1999, 395 p. (ISBN 978-84-8322-051-1)
- (es) José Antonio Nieto Solís, Introducción a la economía de la Comunidad Europea, Siglo XXI, 1990, 179 p. (ISBN 978-84-323-0702-7)

En français
- Sylvain Schirmann, Intégration économique et gouvernance européenne depuis les années cinquante, Paris, L'Harmattan, coll. « Cahiers de FARE », 2014, 259 p. (ISBN 978-2-343-02093-8)
- François Crouzet, Histoire de l'economie européenne 1000-2000, Albin Michel, 2014, 456 p. (ISBN 978-2-226-22354-8, présentation en ligne)
- Jean-Christophe Defraigne, Patricia Nouveau et Michel Aglietta, Introduction à l'économie européenne, De Boeck, coll. « Ouvertures économiques », 2013, 626 p. (ISBN 978-2-8041-8059-1, présentation en ligne)
- Nicolas Dross, Fiches de politiques économiques européennes, Ellipses, 2020, 246 p. (ISBN 978-2-3400-3838-7)
- Marie-Annick Barthe, Économie de l'Union européenne, Paris, Économica, 2011, 440 p. (ISBN 978-2-7178-6007-8)
- Hugo Billard, La Puissance économique de L'Union européenne, Ellipses Marketing, 2004, 127 p. (ISBN 978-2-7298-1965-1)
- Hugo Billard, Études économiques de l'OCDE : Zone Euro 2014, OECD Publishing, 2014, 92 p. (ISBN 978-92-64-20720-2)
- Laurent Cohen-Tanugi, Une stratégie européenne pour la mondialisation : EuroMonde 2015, Paris, Odile Jacob, 2008, 331 p. (ISBN 978-2-7381-2181-3)
- Guy Raimbault, Comprendre simplement l'Union européenne économique et financière depuis l'introduction de l'euro : Histoire et fonctionnement de l'Union européenne - Europe politique, de la défense et de la sécurité - Réforme des institutions - Elargissement européen - Convention et constitution européenne, Presses des Ponts, 2002, 378 p. (ISBN 978-2-85978-359-4, présentation en ligne)

En italien
- (it) Andrés Rodríguez Pose, L'Unione Europea. Economia, politica e società, vol. 39, Franco Angeli, coll. « Teoria economica, pensiero economico », 2003, 240 p. (ISBN 978-88-464-4534-6)
- (it) Richard E. Baldwin et Charles Wyplosz, L'economia dell'Unione Europea : Storia, istituzioni, mercati e politiche, Hoepli, 2005, 516 p. (ISBN 978-88-203-3493-2)

### Démographie
En allemand
- (de) Thomas Neumann, Migration in der Europäischen Union : Theoretische Erklärungsansätze, empirische Bestandsaufnahme und politische Handlungsmöglichkeiten, Diplom.de, 2001, 118 p. (ISBN 978-3-8324-3347-5)
- (de) Karl Eckart et Siegfried Grundmann, Demographischer Wandel in der europäischen Dimension und Perspektive, vol. 52, Duncker & Humblot, coll. « Schriftenreihe der Gesellschaft für Deutschlandforschung e.V, Gesellschaft für Deutschlandforschung », 1997, 188 p. (ISBN 978-3-428-09087-7)

En anglais
- (en) Samantha Currie, Migration, Work and Citizenship in the Enlarged European Union, Routledge, 2016, 266 p. (ISBN 978-1-317-09624-5, présentation en ligne)
- (en) Wolfgang Lutz, Rudolf Richter et Chris Wilson, The New Generations of Europeans : Demography and Families in the Enlarged European Union, Routledge, 2010, 404 p. (ISBN 978-1-136-53578-9, présentation en ligne)
- (en) Gerard Hughes et Jim Stewart, Pensions in the European Union : Adapting to Economic and Social Change, Springer Science & Business Media, 2012, 216 p. (ISBN 978-1-4615-4527-9)

En français
- Migrations et mobilités européennes, L'Harmattan, 2014, 164 p. (ISBN 978-2-336-33891-0)
- Pierre Verluise, Fondamentaux de l'Union européenne : Démographie, économie, géopolitique, Paris, Ellipses, coll. « Référence géopolitique », 2008, 156 p. (ISBN 978-2-7298-3800-3, ISSN 1762-2417)
- Alain Monnier, Démographie contemporaine de l'Europe : Évolutions, tendances, défis, Armand Colin, 2006, 416 p. (ISBN 978-2-200-26055-2, présentation en ligne)
- Emmanuel Reynaud, Les Retraités dans l'Union européenne : daptation aux évolutions économiques et sociales, L'Harmattan, 1998, 208 p. (ISBN 978-2-296-36077-8, présentation en ligne)
- Gérard Calot et Jean-Claude Chesnais, Le vieillissement démographique dans l'Union européenne à l'horizon 2050 : Une étude d'impact, vol. 6, Futuribles international, coll. « Travaux et recherches de prospectives », 1997, 227 p. (ISBN 978-2-902940-13-4)

#### Citoyenneté
En allemand
- (de) Daniel Thym et Tobias Klarmann, Unionsbürgerschaft und Migration im aktuellen Europarecht, vol. 97, Nomos, coll. « Schriftenreihe des Arbeitskreises Europäische Integration e. V », 2017, 215 p. (ISBN 978-3-8487-3687-4)
- (de) Werner Schroeder et Walter Obwexer, 20 Jahre Unionsbürgerschaft : Konzept, Inhalt und Weiterentwicklung des grundlegenden Status der Unionsbürger, Nomos, 2015, 231 p. (ISBN 978-3-8487-1734-7)
- (de) Christoph Schray, Die Unionsbürgerschaft : Echtsprechung und rechtspolitische Bedeutung, GRIN Verlag, 2008, 34 p. (ISBN 978-3-640-12202-8, présentation en ligne)

En anglais
- (en) Mireille Hildebrandt et Serge Gutwirth, Profiling the European Citizen : Cross-Disciplinary Perspectives, New York, Springer Science & Business Media, 2008, 374 p. (ISBN 978-1-4020-6914-7, présentation en ligne)
- (en) Willem Maas, Creating European Citizens, Rowman & Littlefield, coll. « Europe today », 2007, 179 p. (ISBN 978-0-7425-5485-6)
- (en) Antje Wiener, European Citizenship Practice : Building Institutions of a Non-State, Westview Press, 1998, 343 p. (ISBN 978-0-8133-3689-3)
- (en) Síofra O'Leary, The Evolving Concept of Community Citizenship, Kluwer Law International, 1996, 360 p. (ISBN 978-90-411-0878-4)
- (en) Yasemin Soysal, Limits of Citizenship : Migrants and Postnational Membership in Europeéditeur=University of Chicago Press, 1994, 244 p. (ISBN 978-0-226-76842-7, présentation en ligne)
- (en) Elizabeth Meehan, Citizenship and the European Community, Sage, 1993, 208 p. (ISBN 978-0-8039-8429-5)

En espagnol
- (es) Diego J. Liñán Nogueras, Ciudadanía europea y espacio de libertad, seguridad y justicia, vol. 8, Aranzadi, coll. « Tratado de derecho y políticas de la Unión Europea », 2016, 573 p. (ISBN 978-84-9903-942-8)
- (es) Mariano Torcal, La ciudadanía europea en el siglo XXI : Estudio comparado de sus actitudes, opinión pública y comportamiento políticos, vol. 30, CIS, coll. « Academia », 2010, 421 p. (ISBN 978-84-7476-486-4, présentation en ligne)
- (es) Jordi Borja, La ciudadanía europea, Ediciones Península, coll. « Atalaya » (no 67), 2001, 379 p. (ISBN 978-84-8307-348-3)

En français
- Cédric Cheneviere et Geneviève Duchenne, Les modes d'expression de la citoyenneté européenne : Actes de la journée d'étude organisée à Louvain-la-Neuve le 19 mars 2010, Presses universitaires de Louvain, 2011, 174 p. (ISBN 978-2-87463-266-2, présentation en ligne)
- Marie José Garot, La citoyenneté de l'Union européenne, L'Harmattan, coll. « Logiques Juridiques », 2000, 368 p. (ISBN 978-2-296-39396-7, présentation en ligne)

#### Langues
En allemand
- (de) Tatjana Böttger, Sprachpolitik und die Europäische Union, GRIN Verlag, 2009, 60 p. (ISBN 978-3-640-41144-3, présentation en ligne)
- (de) Lucie Kimmich, Die Rolle der französischen Sprache in der Europäischen Union, GRIN Verlag, 2007, 116 p. (ISBN 978-3-638-87150-1, présentation en ligne)
- (de) Jörg Wit, Wohin steuern die Sprachen Europas ? : Probleme der EU-Sprachpolitik, vol. 13, Stauffenburg-Verlag, coll. « Zeitschrift für Anglistik und Amerikanistik / ZAA studies: ZAA studies », 2001, 2e éd., 476 p. (ISBN 978-3-86057-742-4)

En anglais
- (en) Emma Wagner, Translating for the European Union, Routledge, coll. « Translation Practices Explained », 2014, 160 p. (ISBN 978-1-317-64185-8, présentation en ligne)
- (en) Bernd Kortmann et Johan Van Der Auwera, The Languages and Linguistics of Europe : A Comprehensive Guide, vol. 1, Walter de Gruyter, coll. « World of linguistics », 2011, 911 p. (ISBN 978-3-11-022025-4, présentation en ligne)
- (en) Xabier Arzoz, Respecting Linguistic Diversity in the European Union, vol. 2, John Benjamins Publishing, coll. « Studies in world language problems », 2008, 269 p. (ISBN 978-90-272-2833-8, présentation en ligne)
- (en) Richard L. Creech, Law and Language in the European Union : The Paradox of a Babel "United in Diversity", Europa Law Publishing, 2007, 176 p. (ISBN 978-90-76871-83-7)
- (en) Richard B. Baldauf, Language Planning and Policy in Europe : The Czech Republic, the European Union and Northern Ireland, Clevedon (GB), Multilingual Matters, coll. « Language planning and policy », 2005, 314 p. (ISBN 978-1-85359-813-5, présentation en ligne)

En français
- Tamás Szende, Politiques linguistiques, apprentissage des langues et francophonie en Europe centrale et orientale : Les défis de la diversité, Paris, Archives contemporaines, 2009, 189 p. (ISBN 978-2-8130-0003-3, présentation en ligne)
- José Carlos Herreras, L'enseignement des langues étrangères dans les pays de l'Union européenne, vol. 92, Peeters Publishers, coll. « Bibliothèque des Cahiers de l'Institut de linguistique de Louvain, Institut de Linguistique Louvain », 1998, 401 p. (ISBN 978-90-429-0025-7, présentation en ligne)

#### Religions
En allemand
- (de) Hartmut Behr et Mathias Hildebrandt, Politik und Religion in der Europäischen Union : Zwischen nationalen Traditionen und Europäisierung, Springer-Verlag, coll. « Politik und Religion », 2007, 493 p. (ISBN 978-3-531-90517-4, présentation en ligne)

En anglais
- (en) Brent F. Nelsen et James L. Guth, Religion and the Struggle for European Union : Confessional Culture and the Limits of Integration, Georgetown University Press, coll. « Religion and Politics series », 2015, 384 p. (ISBN 978-1-62616-071-2, présentation en ligne)
- (en) François Foret, Religion and Politics in the European Union : The Secular Canopy, Cambridge University Press, coll. « Cambridge Studies in Social Theory, Religion and Politics », 2015, 338 p. (ISBN 978-1-316-12402-4, présentation en ligne)
- (en) Lucian Leuştean, Representing Religion in the European Union : Does God Matter ?, Routledge, coll. « Routledge studies in religion and politics », 2012, 245 p. (ISBN 978-0-415-68504-7, présentation en ligne)

En français
- Ronan McCrea, Religion et ordre juridique de l'Union européenne, Primento, 2013, 360 p. (ISBN 978-2-8027-3904-3, présentation en ligne)
- Brigitte Basdevant, L'administration des cultes dans les pays de l'Union européenne, vol. 4, Louvain, Isd, coll. « Law and religion studies », 2008, 278 p. (ISBN 978-90-429-2017-0)
- Richard Friedli et Mallory Schneuwly Purdie, L'Europe des religions : Éléments d'analyse des champs religieux européens, vol. 8, Peter Lang, coll. « Studia religiosa Helvetica », 2004, 256 p. (ISBN 978-3-03910-091-0, présentation en ligne)

### Histoire
En allemand
- (de) Jürgen Mittag, Kleine Geschichte der Europäischen Union : Von der Europaidee bis zur Gegenwart, Aschendorff, 2008, 344 p. (ISBN 978-3-402-00234-6)
- (de) Peter Hüttenberger et Hein Hoebink, Geschichte der europäischen Einigungsbewegung und der Europäischen Gemeinschaften, Bayerischer Schulbuch-Verlag, 1981, 208 p. (ISBN 978-3-7627-6114-3)

En anglais
- (en) Günther Heydemann et Karel Vodička, From Eastern Bloc to European Union : Comparative Processes of Transformation since 1990, vol. 22, Berghahn Books, coll. « Contemporary European History », 2017, 416 p. (ISBN 978-1-78533-318-7, présentation en ligne)
- (en) Alasdair Blair, The European Union Since 1945, Pearson, 2010, 232 p. (ISBN 978-1-4082-3452-5)
- (en) John Pinder, The European Union : A Very Short Introduction, Oxford University Press, 2008, 224 p. (ISBN 978-0-19-923397-7)

En espagnol
- (es) Tony Judt, Postguerra Una historia de europa desde 1945, Taurus, 2012, 920 p. (ISBN 978-84-306-1563-6, présentation en ligne)

En français
- Europe : De la construction à l'enlisement, Paris, Le Monde, décembre 2012, 103 p. (ISBN 978-2-36156-094-2)
- Stephan Martens, L'unification allemande et ses conséquences pour l'Europe, 20 ans après, Villeneuve d'Ascq, Presses universitaires du Septentrion, coll. « Histoire et civilisations », 2011, 143 p. (ISBN 978-2-7574-0352-5)
- Gérard Bossuat, Histoire de l'Union européenne : Fondations, élargissements, avenir, Paris, Belin, coll. « Belin sup. Histoire », 2 juin 2009, 411 p. (ISBN 978-2-7011-5250-9)
- Sylvain Schirmann, Robert Schuman et les pères de l'Europe : Cultures politiques et années de formation, vol. 1, Bruxelles, Peter Lan, coll. « Publications de la Maison de Robert Schuman », 2008, 361 p. (ISBN 978-90-5201-423-4, présentation en ligne)
- Sylvain Schirmann, Robert Schuman et les Pères de l'Europe : Cultures politiques et années de formation, Publications de la Maison de Robert Schuman, vol. 1, Bruxelles, Peter Lang, 2008, 361 p. (ISBN 978-90-5201-423-4, présentation en ligne)
- René Leboutte, Histoire économique et sociale de la construction européenne, vol. 39, Bruxelles, Peter Lang, coll. « Multicultural Europe », 2008, 711 p. (ISBN 978-90-5201-371-8, présentation en ligne)
- Sylvain Schirmann, Penser et construire l'Europe (1919-1992) : États et opinions nationales face à la construction européenne, Éditions Sedes, 2007, 320 p. (ISBN 978-2-301-00122-1, présentation en ligne)
- Jean Castarède, 50 ans de construction européenne : 1957-2007, Levallois-Perret, Studyrama, coll. « Studyrama perspectives », 2007, 173 p. (ISBN 978-2-7590-0057-9)
- Bénédicte Beauchesne, La construction européenne : De l'Antiquité à nos jours, Ellipses, 2006, 255 p. (ISBN 978-2-7298-2588-1)
- Patrice Rolland (dir.), L'unité politique de l'Europe, histoire d'une idée : les grands textes, Bruylant, coll. « Droit de l'Union européenne », 2006, 614 p. (ISBN 978-2-8027-2176-5)
- Jean-Luc Chabot, Aux origines intellectuelles de l'Union européenne : l'idée d'Europe unie de 1919 à 1939, Presses universitaires de Grenoble, coll. « Libres cours », 2005, 353 p. (ISBN 978-2-7061-1217-1)
- Charles Charles, Histoire de l'Union européenne, Albin Michel, 2005, 402 p. (ISBN 978-2-226-15865-9)
- Gérard Bossuat, Les Fondateurs de l'Europe Unie, Belin, coll. « Belin sup. Histoire », 2001, 286 p. (ISBN 978-2-7011-2962-4)
- Marie-Thérèse Bitsch, Histoire de la construction européenne de 1945 à nos jours, Complexe, 1999, 400 p. (ISBN 978-2-8048-0021-5, présentation en ligne)
- Gérard Bossuat, Jean Monnet, l'Eu et les chemins de la paix, Peter Lang, coll. « Euroclio », 1999, 106 p. (ISBN 978-3-906750-87-3)
- Pierre Gerbet, Françoise De La Serre et Gérard Nafilyan, L'Union politique de l'Europe, jalons et textes, La Documentation française, 1998, 498 p. (ISBN 978-2-11-003667-4)
- Bino Olivi (trad. de l'italien), L'Europe difficile : Histoire politique de la Communauté européenne, Paris, Gallimard, 1998, 546 p. (ISBN 978-2-07-034575-5)
- Robert Toulemon, La construction européenne : histoire, acquis, perspectives, Livre de Poche, 1994, 288 p. (ISBN 978-2-253-06579-1)

En italien
- (it) Barbara Pisciotta, « L'Europa post comunista dal crollo del Muro di Berlino all'integrazione europea », Rivista di Studi Politici Internazionali, vol. 77,‎ 2010, p. 77-91
- (it) Bruno Olivi et Roberto Santaniello, Storia dell'integrazione europea : dalla guerra fredda alla costituzione europea, Il Mulino, 2010, 361 p. (ISBN 978-88-15-13764-7)
- (it) Giuseppe Mammarella et Paolo Cacace, Storia e politica dell'Unione europea (1926-2001), Laterza, 2001, 361 p. (ISBN 978-88-420-6548-7)

En lituanien
- (lt) Klaudijus Maniokas et Darius Žeruolis, Lietuvos kelias į Europos Sąjungą : Europos susivienijimas ir Lietuvos derybos dėl narystės Europos Sąjungoje, Vilnius, Eugrimas, 2004, 519 p. (ISBN 978-9955-50-164-0)

En néerlandais
- (nl) Jean-Luc Dehaene, De Europese uitdaging : Van uitbreiding tot integratie, Van Halewyck, 237  2004 (ISBN 978-90-5617-564-1)

En portugais
- (en) António Martins da Silva, História da unificação europeia : A integração comunitária (1945-2010), Imprensa da Universidade de Coimbra, 2010, 374 p. (ISBN 978-989-2-60057-4, présentation en ligne)
- (pt) Nuno Valério, História da União Europeia, Presença Editorial, 2010, 211 p. (ISBN 978-972-2-34300-8)
- (pt) Rogelio Pérez-Bustamante et Juan Manuel Uruburu Colsa, História da União Europeia, Coimbra Editora, 2004, 282 p. (ISBN 978-972-3-21291-4, OCLC 59011286)

### Géographie
En allemand
- (de) Hans Gebhardt, Rüdiger Glaser et Sebastian Lentz, Europa, eine Geographie, Springer-Verlag, 2013, 520 p. (ISBN 978-3-8274-2720-5, présentation en ligne)
- (de) Wilfried Heller et Mihaela Narcisa Arambașa, Am östlichen Rand der Europäischen Union : Geopolitische, ethnische und nationale sowie ökonomische und soziale Probleme und ihre Folgen für die Grenzraumbevölkerung, vol. 28, Universitätsverlag Potsdam, coll. « Potsdamer geographische Forschungen », 2009, 190 p. (ISBN 978-3-940793-97-3, ISSN 0940-9688)
- (de) Martin Doskoczynski, Wo beginnt und endet Europa ? Wo Die EU aus Sicht der politischen Geographie, GRIN Verlag, 2008, 40 p. (ISBN 978-3-640-11652-2, présentation en ligne)
- (de) Winfried Schneider-Deters, Peter W. Schulze et Heinz Timmermann, Die Europäische Union, Russland und Eurasien : Die Rückkehr der Geopolitik, BWV Verlag, 2008, 656 p. (ISBN 978-3-8305-1466-4, présentation en ligne)
- (de) Markus Lueske, Regionale Disparitäten in der Europäischen Union : Ursachen und Konsequenzen, GRIN Verlag, 2004, 31 p. (ISBN 978-3-638-28493-6, présentation en ligne)

En anglais
- (en) Raphael Bossong et Helena Carrapico, EU Borders and Shifting Internal Security : Technology, Externalization and Accountability, Springer, 2016, 238 p. (ISBN 978-3-319-17560-7, présentation en ligne)
- (en) Valentina Kostadinova, The European Commission and the Transformation of EU Borders, Springer, coll. « Palgrave Studies in European Union Politics », 2016, 234 p. (ISBN 978-1-137-50490-6, présentation en ligne)
- (en) Fiona Murray, The European Union and Member State Territories : A New Legal Framework Under the EU Treaties, La Haye, Springer Science & Business Media, 2012, 285 p. (ISBN 978-90-6704-826-2, présentation en ligne)
- (en) Klement Tockner, Urs Uehlinger et Christopher T. Robinson, Rivers of Europe, Amsterdam/London, Academic Press, 2009, 700 p. (ISBN 978-0-12-369449-2)
- (en) Pierre Laconte et Carola Hein, Brussels : Perspectives on a European Capital, Bruxelles, Aliter, 2007, 127 p. (ISBN 978-2-9600650-0-8)
- (en) George Walter Hoffman et Christopher Shane Davies, A Geography of Europe : Problems and Prospects, Wiley, 1983, 647 p. (ISBN 978-0-471-89708-8)

En français
- Mérienne Patrick, Atlas des 28 États de l'Union européenne : Cartes, statistiques et drapeaux, Rennes, Ouest-France, 2015, 48 p. (ISBN 978-2-7373-6812-7)
- Blumann Claude, Les frontières de l'Union européenne, Primento, coll. « Droit de l'Union européenne - Colloques », 2013, 304 p. (ISBN 978-2-8027-4266-1, présentation en ligne)
- Vincent Adoumié, Christian Daudel et Jean-Michel Escarras, Géographie de l'Europe, Hachette Éducation, 2013, 288 p. (ISBN 978-2-01-140211-0)
- Jean-Dominique Giuliani, Pascale Joannin et Fondation Robert Schuman, Atlas permanent de l'Union européenne, Paris, Éditions Lignes de repères, 2012, 171 p. (ISBN 978-2-915752-94-6)
- (en) Pierre Laconte et Carola Hein, Brussels : Perspectives on a European Capital, Bruxelles, Aliter, 2007, 127 p. (ISBN 978-2-9600650-0-8)
- Thierry Demey, Bruxelles, capitale de l'Europe, Badeaux, 2007, 528 p. (ISBN 978-2-9600414-2-2)
- Emmanuel Jos et Danielle Perrot, Les départements d'outre-mer et le droit de l'Union européenne, Documentation française, 2000, 488 p. (ISBN 978-2-11-004600-0)
- Bruce Millan, Coopération pour l'aménagement du territoire européen : Europe 2000 Plus, Commission des Communautés européennes, coll. « Travaux de la Commission pour l'Étude des Communautés européennes », 1994, 247 p. (ISBN 978-92-826-9100-7)
- Emmanuel Jos et Danielle Perrot, L'Outre-mer et l'Europe communautaire : Quelle insertion ? pour quel développement ?, Economica, coll. « Collectivités territoriales : Série Droit », 1994, 589 p.

En italien
- (it) Antonio Violante et Alessandro Vitale, L'Europa alle frontiere dell'Unione : Questioni di geografia storica e di relazioni internazionali delle periferie continentali, vol. 74, Milan, UNICOPLI, coll. « Studi e ricerche sul territorio », 2010, 296 p. (ISBN 978-88-400-1458-6)
- (it) Piero Bonavero, Egidio Dansero et Alberto Vanolo, Geografie dell'Unione europea : Temi, problemi e politiche nella costruzione dello spazio comunitario, UTET università, coll. « Geografia ambiente territorio », 2006, 287 p. (ISBN 978-88-6008-081-3)

En néerlandais
- (nl) Ben De Pater, Tine Béneker et Willem Buunk, Europa : Ruimtelijke samenhang en verscheidenheid in de Europese Unie, Uitgeverij Van Gorcum, 2004, 262 p. (ISBN 978-90-232-4005-1, présentation en ligne)

## Articles

### Élargissements et intégration
En anglais
- David Benson et Andrew Jordan, « Exploring the Tool-kit of European Integration Theory : What role for Cooperative Federalism? », European Integration, vol. 33, no 1,‎ 1-17 janvier 2011 (ISSN 1477-2280, DOI 10.1080/0736337.2010.526711)

En français
- Nicolas Stéfanski, « Le processus d'adhésion de l'Islande à l'Union européenne », Courrier hebdomadaire, CRISP, vol. 2171, no 6,‎ 2013, p. 5-46 (DOI 10.3917/cris.2171.0005, lire en ligne, consulté le 28 septembre 2010)
- Dimitrij Rupel, « Une politique étrangère slovène modifiée pour l'Union européenne », Revue internationale et stratégique, Armand Colin, vol. 62, no 2,‎ 2006, p. 31-40 (ISSN 1287-1672, résumé, lire en ligne)
- Pierre Rognon, « Chypre et Malte : Deux États insulaires dans l'Union européenne », Annales de géographie, Armand Colin, vol. 644, no 4,‎ 2005, p. 383-398 (ISSN 0003-4010, résumé, lire en ligne)
- Jan Babetskii, « L'adhésion des PECO à l'Union européenne et l'endogénéité des chocs d'offre et de demande », Économie & prévision, La Documentation française, no 163,‎ 2004, p. 166 (ISSN 0249-4744, lire en ligne)
- Daniel Thomas, « Croatie 2003-2004. Un nouveau candidat à l'Union européenne », Le Courrier des Pays de l'Est 2004/4, La Documentation française, no 1044,‎ juillet 2004, p. 52-64 (ISSN 0590-0239, lire en ligne)
- Nadège Ragaru, « Bulgarie 2003-2004 : Embellie économique, amertume à l'égard du pouvoir », Le Courrier des Pays de l'Est, La Documentation française, no 1044,‎ 2004, p. 268 (ISSN 0590-0239, lire en ligne)
- Gérard Bossuat, « Histoire de l'unité européenne et avenir de l'Union », Matériaux pour l'histoire de notre temps, Persée, vol. 65, no 1,‎ 2 août 2002, p. 91-97 (DOI 10.3406/mat.2002.403321, lire en ligne)
- Semih Vaner, « Chypre et l'Union européenne », Politique étrangère, vol. 61, no 3,‎ 1996, p. 651-664 (ISSN 1958-8992, DOI 10.3406/polit.1996.4569, lire en ligne)
- Frédéric Lerais, « Élargir l'Union européenne aux pays d'Europe centrale et orientale », Revue de l'OFCE, Persée, vol. 57, no 1,‎ 6 juillet 1996, p. 135-180 (DOI 10.3406/ofce.1996.1424, lire en ligne)

### Politiques menées
En français
- Charlotte Bué, « La politique de développement de l'Union européenne : réformes et européanisation », Critique internationale, Presses de Sciences Po (P.F.N.S.P.), vol. 53, no 4,‎ 2011, p. 83-99 (ISSN 1290-7839, résumé, lire en ligne)
- Pierre Du Bois, « L'Union européenne et les droits de l'homme », Relations internationales, Presses universitaires de France, vol. 132, no 4,‎ 2007, p. 33-39 (ISSN 0335-2013, résumé, lire en ligne)
- Eberhard Rhein, « Quelle politique de migration pour l'Union européenne ? », Outre-Terre, Outre-terre, vol. 17, no 4,‎ 2006, p. 65-74 (ISSN 1636-3671, résumé, lire en ligne)
- Robert Holcman, « La dimension européenne des politiques de l'emploi », Revue du marché commun et de l'Union européenne, no 474,‎ janvier 2004 (lire en ligne)
- Olivier Costa et Paul Magnette, « Idéologie et changement institutionnel dans l'Union européenne. Pourquoi les gouvernements ont-ils constamment renforcé le Parlement européen ? », Politique européenne,‎ 2003, p. 49-75
- Laure Delcour, « L'Union européenne : une approche spécifique du développement ? », Mondes en développement, De Boeck Supérieur, vol. 124, no 4,‎ 2003, p. 77-94 (ISSN 0302-3052, résumé, lire en ligne)